# Elezioni politiche in Italia del 2001 per collegio (Camera dei deputati)

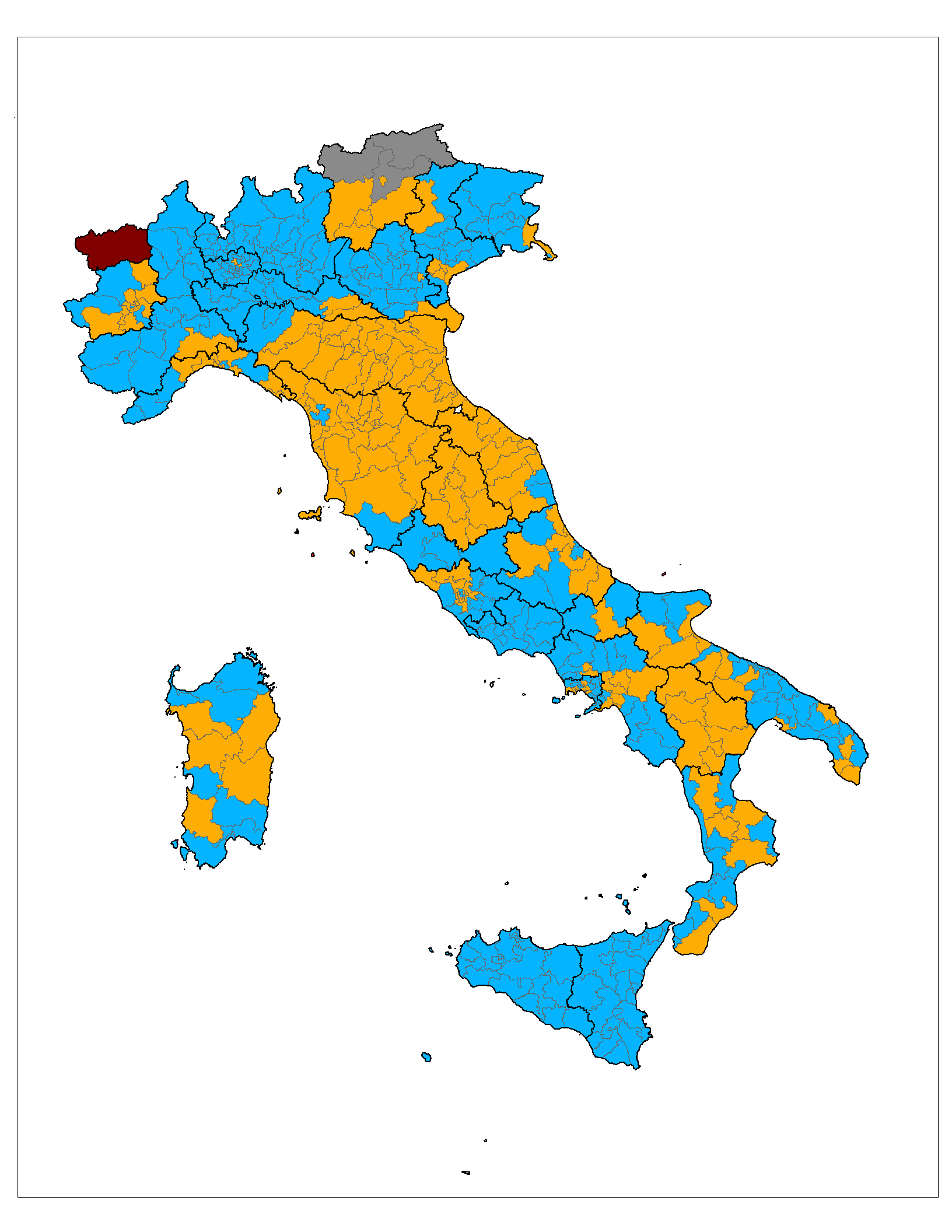
Risultati nei collegi uninominali

Le elezioni politiche in Italia del 2001 nei collegi uninominali della Camera dei deputati hanno visto i seguenti risultati.

## Piemonte 1
| Collegio              | Candidati                   | Candidati                    | Candidati                  | Candidati                  | Candidati              | Candidati                  |
| Collegio              | L'Ulivo                     | Casa delle Libertà           | Italia dei Valori          | Democrazia Europea         | Lista Emma Bonino      | Verdi Verdi                |
| --------------------- | --------------------------- | ---------------------------- | -------------------------- | -------------------------- | ---------------------- | -------------------------- |
| 1. Torino 1           | Mauro Maria Marino (44,8%)  | Ugo Martinat (46,2%)         | Luciano Azzarà (3,9%)      |                            | Giulio Manfredi (5,1%) |                            |
| 2. Torino 2           | Luciano Violante (50,6%)    | Riccardo Garosci (41,7%)     | Fernando Mimmo (4,9%)      |                            |                        | Ettore Della Savina (2,8%) |
| 3. Torino 3           | Gianni Vernetti (48,0%)     | Paolo Mammola (40,3%)        | Ettore Rapacciuolo (4,3%)  | Gisella Valenza (1,5%)     | Franco Miroglio (3,6%) | Manuela Boncompagno (2,3%) |
| 4. Torino 4           | Alberto Nigra (51,1%)       | Mauro Battuello (40,1%)      | Gianluca Granito (5,7%)    |                            |                        | Massimiliano Socco (3,1%)  |
| 5. Torino 5           | Laura Cima (51,5%)          | Anna Benso (38,2%)           | Pierfranco Risso (5,6%)    | Antonio Piarulli (1,7%)    |                        | Rita Murgia (3,0%)         |
| 6. Torino 6           | Saverio Vertone (47,0%)     | Deodato Scanderebech (43,6%) | Maurizio Curcelli (4,6%)   |                            | Igor Boni (4,8%)       |                            |
| 7. Torino 7           | Gianfranco Morgando (51,5%) | Fabrizio Comba (39,6%)       | Dario Blengio (5,3%)       |                            |                        | Alessandro Lupi (3,6%)     |
| 8. Torino 8           | Giorgio Benvenuto (51,0%)   | Edro Colombini (40,5%)       | Ugo Repetto (5,4%)         |                            |                        | Giorgia Rocchetta (3,1%)   |
| 9. Ivrea              | Giorgio Panattoni (45,9%)   | Fabrizio Bruno (44,5%)       | Ignazio Barberis (5,4%)    | Alberto Avetta (4,2%)      |                        |                            |
| 10. Chivasso          | Mauro Chianale (46,3%)      | Nevio Coral (45,3%)          | Patrizia Bugnano (5,4%)    | Mario Carletto (3,0%)      |                        |                            |
| 11. Settimo Torinese  | Enrico Buemi (50,7%)        | Leone Delfino (42,4%)        | Andrea Gandini (6,9%)      |                            |                        |                            |
| 12. Moncalieri        | Sergio Rogna (44,9%)        | Benedetto Nicotra (47,2%)    | Francesco Cima (5,5%)      | Doriano Begheldo (2,4%)    |                        |                            |
| 13. Nichelino         | Salvatore Buglio (48,9%)    | Sebastiano Fogliato (41,8%)  | Luca Francone (5,3%)       | Giovanna Alberto (4,0%)    |                        |                            |
| 14. Rivoli            | Mimmo Lucà (54,0%)          | Riccardo Bruno (39,4%)       | Carmelo Tromby (4,8%)      | Saverio Delli Paoli (1,8%) |                        |                            |
| 15. Collegno          | Livia Turco (56,9%)         | Agostino Ghiglia (37,0%)     | Anna Maria Audino (6,1%)   |                            |                        |                            |
| 16. Venaria Reale     | Piero Fassino (52,5%)       | Giuseppe Mastroeni (41,8%)   | Alessandro Alemanno (5,7%) |                            |                        |                            |
| 17. Rivarolo Canavese | Giuseppe Niedda (43,0%)     | Michele Vietti (48,2%)       | Claudio Pesce (5,0%)       | Dario Donna (3,8%)         |                        |                            |
| 18. Giaveno           | Luciano Frigeri (43,4%)     | Osvaldo Napoli (49,0%)       | Lino Salvaia (4,8%)        | Antonella Grossi (2,8%)    |                        |                            |
| 19. Pinerolo          | Giorgio Merlo (51,0%)       | Paolo Vigevano (42,7%)       | Giovanni Nebbia (6,3%)     |                            |                        |                            |

## Piemonte 2
| Collegio             | Candidati                    | Candidati                             | Candidati                  | Candidati                       | Candidati                 | Candidati                | Candidati                                  |
| Collegio             | L'Ulivo                      | Casa delle Libertà                    | Italia dei Valori          | Democrazia Europea              | Lista Emma Bonino         | Fiamma Tricolore         | Altri                                      |
| -------------------- | ---------------------------- | ------------------------------------- | -------------------------- | ------------------------------- | ------------------------- | ------------------------ | ------------------------------------------ |
| 1. Alba              | Gian Mario Giolito (36,2%)   | Guido Crosetto (49,4%)                | Riccardo Villosio (5,3%)   | Pier Luigi Vanni (4,8%)         | Antonio Montani (4,4%)    |                          |                                            |
| 2. Savigliano        | Sergio Soave (36,9%)         | Guido Giuseppe Rossi (50,8%)          | Francesco Falcone (5,7%)   | Giovan Battista Cravero (6,6%)  |                           |                          |                                            |
| 3. Fossano           | Enrico Serafini (32,9%)      | Raffaele Costa (52,6%)                | Marika Canova (6,2%)       | Giovanni Ferrero (4,3%)         | Bruno Mellano (4,0%)      |                          |                                            |
| 4. Cuneo             | Guido Lerda (39,0%)          | Teresio Delfino (48,0%)               | Walter Cesana (7,6%)       | Donatella Capra (5,4%)          |                           |                          |                                            |
| 5. Canelli           | Francesco Porcellana (40,7%) | Maria Teresa Armosino (55,3%)         |                            | Giuseppe Andreis (4,0%)         |                           |                          |                                            |
| 6. Asti              | Vittorio Voglino (41,5%)     | Giorgio Galvagno (51,2%)              | Giacomo Salvador (4,5%)    | Vincenzo Garlando (2,8%)        |                           |                          |                                            |
| 7. Casale Monferrato | Giovanni Crisafulli (40,7%)  | Eugenio Viale (53,2%)                 | Giorgio Zaratin (4,2%)     | Giuseppe Gatti (2,3%)           |                           |                          |                                            |
| 8. Alessandria       | Renzo Penna (43,7%)          | Franco Stradella (49,7%)              | Adelina Pasino (4,6%)      | Luigino Daricco (2,0%)          |                           |                          |                                            |
| 9. Novi Ligure       | Giancarlo Caldone (44,8%)    | Renzo Patria (48,8%)                  |                            | Gian Piero Broglia (3,9%)       | Luigi Cavanna (2,5%)      |                          |                                            |
| 10. Acqui Terme      | Lino Carlo Rava (49,5%)      | Margherita Boniver (43,4%)            | Nadia Pastorino (4,6%)     | Giuseppe Mazzarello (2,5%)      |                           |                          |                                            |
| 11. Vercelli         | Claudia De Marchi (39,8%)    | Walter Zanetta (47,6%)                | Marco Bellaguardia (3,5%)  | Giovanni Franco Giuliano (2,6%) | Pietro Oddo (3,7%)        | Massimo Bosso (2,8%)     |                                            |
| 12. Cossato          | Sergio Scaramal (38,1%)      | Sandro Delmastro Delle Vedove (39,2%) |                            |                                 |                           |                          | Gianluca Buonanno (Lista Buonanno) (22,7%) |
| 13. Biella           | Edoardo Canuto (39,7%)       | Roberto Lavagnini (50,6%)             |                            | Giuseppe Birocco (2,0%)         | Iolanda Casigliani (4,9%) | Giovanni Nicolini (2,8%) |                                            |
| 14. Novara           | Mario Agnesina (38,8%)       | Giovanni Mancuso (51,0%)              | Gian Battista Ronza (4,0%) | Roberta Sguazzini (2,2%)        | Cesare Corselli (4,0%)    |                          |                                            |
| 15. Trecate          | Francesco Viale (41,8%)      | Vittorio Tarditi (52,6%)              |                            |                                 | Laura Occhetta (5,6%)     |                          |                                            |
| 16. Borgomanero      | Roberto Barra (40,9%)        | Daniele Galli (51,5%)                 |                            |                                 |                           | Mario Mariani (3,1%)     |                                            |
| 17. Verbania         | Bruno Stefanetti (38,9%)     | Marco Zacchera (53,1%)                |                            | Marco Parachini (2,6%)          | Silvano Quaglia (3,2%)    | Giorgio Tigano (2,2%)    |                                            |

## Lombardia 1
| Collegio                  | Candidati                               | Candidati                               | Candidati                                 | Candidati                           | Candidati                                 | Candidati                                 |
| Collegio                  | L'Ulivo                                 | Casa delle Libertà                      | Italia dei Valori                         | Democrazia Europea                  | Lista Emma Bonino                         | Altri                                     |
| ------------------------- | --------------------------------------- | --------------------------------------- | ----------------------------------------- | ----------------------------------- | ----------------------------------------- | ----------------------------------------- |
| 1. Milano 1               | Gianni Rivera 28.651 voti (36,52%)      | Silvio Berlusconi 42.098 voti (53,66%)  | Adriano Ciccioni 2.835 voti (3,61%)       |                                     | Benedetto Della Vedova 4.874 voti (6,21%) |                                           |
| 2. Milano 2               | Mario La Monica 30.346 voti (38,36%)    | Ignazio La Russa 41.158 voti (52,03%)   | Sergio Erba 3.252 voti (4,11%)            |                                     | Giovanni Cominelli 4.350 voti (5,50%)     |                                           |
| 3. Milano 3               | Alberto Martinelli 31.454 voti (41,34%) | Umberto Bossi 40.372 voti (53,06%)      | Guido Miserandino 4.266 voti (5,61%)      |                                     |                                           |                                           |
| 4. Milano 4               | Mario Gragnani 28.468 voti (38,25%)     | Michele Saponara 42.538 voti (57,16%)   | Armando Sandretti 3.418 voti (4,59%)      |                                     |                                           |                                           |
| 5. Milano 5               | Mario Artali 29.888 voti (38,86%)       | Mario Valducci 42.416 voti (55,15%)     | Ersilia Lanzarini 4.602 voti (5,98%)      |                                     |                                           |                                           |
| 6. Milano 6               | Luigi Vimercati 29.999 voti (36,32%)    | Gaetano Pecorella 44.899 voti (54,35%)  | Sergio Columbu 3.601 voti (4,36%)         |                                     | Yacob Reibman 4.107 voti (4,97%)          |                                           |
| 7. Milano 7               | Tantusch Mansur 30.829 voti (39,70%)    | Pietro Armani 41.217 voti (53,07%)      | Massimiliano Tarasconi 5.614 voti (7,23%) |                                     |                                           |                                           |
| 8. Milano 8               | Roberto Repossi 32.719 voti (41,00%)    | Egidio Sterpa 41.768 voti (52,33%)      | Giuseppe Quaranta 5.322 voti (6,67%)      |                                     |                                           |                                           |
| 9. Milano 9               | Pierluigi Mantini 34.280 voti (44,13%)  | Francesco Colucci 37.982 voti (48,90%)  | Antonino Abbate 5.414 voti (6,97%)        |                                     |                                           |                                           |
| 10. Milano 10             | Mauro Terlizzi 31.154 voti (42,17%)     | Rocco Buttiglione 37.583 voti (50,88%)  | Ivan Chieregato 5.136 voti (6,95%)        |                                     |                                           |                                           |
| 11. Milano 11             | Arturo Bodini 32.861 voti (43,32%)      | Alberto Di Luca 38.377 voti (50,59%)    | Ottavio Tozzo 4.621 voti (6,09%)          |                                     |                                           |                                           |
| 12. Rozzano               | Arianna Censi 32.366 voti (41,43%)      | Valentina Aprea 40.726 voti (52,13%)    | Saverio Castagnino 3.510 voti (4,49%)     | Gaetano Tedeschi 1.519 voti (1,94%) |                                           |                                           |
| 13. Corsico               | Giuseppe Berterame 35.997 voti (41,60%) | Fabrizio Cicchitto 45.537 voti (52,63%) | Rina Rapanelli 4.993 voti (5,77%)         |                                     |                                           |                                           |
| 14. Abbiategrasso         | Sergio Tremolada 35.207 voti (39,60%)   | Giovanni Deodato 47.531 voti (53,47%)   | Agostina Castiglioni 4.193 voti (4,72%)   | Diego Lifonti 1.965 voti (2,21%)    |                                           |                                           |
| 15. Busto Garolfo         | Fausto Sanson (37,6%)                   | Paolo Romani (54,2%)                    | Maurizio D'Angelo (4,9%)                  | Maria Colombo (3,3%)                |                                           |                                           |
| 16. Legnano               | Giuseppe Lionetti (38,1%)               | Luigi Casero (54,7%)                    | Vincenzo Calbi (5,6%)                     |                                     |                                           | Emilio Ardo (Popolo Alto Milanese) (1,6%) |
| 17. Rho                   | Vinicio Peluffo (44,6%)                 | Gianfranco Rotondi (49,4%)              | Antonio Albano (6,0%)                     |                                     |                                           |                                           |
| 18. Bollate               | Carlo Stelluti (44,9%)                  | Pierfrancesco Gamba (49,2%)             | Giorgio Scianitti (5,9%)                  |                                     |                                           |                                           |
| 19. Limbiate              | Giorgio Calvello (39,0%)                | Roberto Alboni (54,8%)                  | Eugenio Briatico (6,2%)                   |                                     |                                           |                                           |
| 20. Paderno Dugnano       | Giuliano Carion (44,2%)                 | Giancarlo Pagliarini (50,0%)            | Adolfo Palermo (5,8%)                     |                                     |                                           |                                           |
| 21. Sesto San Giovanni    | Giovanni Bianchi (46,8%)                | Aldo Brandirali (46,3%)                 | Gianfranco Galasso (4,8%)                 | Diego Cotti (2,1%)                  |                                           |                                           |
| 22. Cinisello Balsamo     | Marco Fumagalli (48,7%)                 | Massimo Teodori (45,2%)                 | Giuliana Carlino Russo (6,1%)             |                                     |                                           |                                           |
| 23. Desio                 | Alberto Malerba (33,5%)                 | Dario Rivolta (57,1%)                   | Pier Carla Galante (3,8%)                 | Vito Sellitri (2,0%)                | Mario Mornata (3,6%)                      |                                           |
| 24. Seregno               | Giampietro Corbetta (34,0%)             | Andrea Di Teodoro (60,6%)               | Francesco Cavallini (5,4%)                |                                     |                                           |                                           |
| 25. Monza                 | Anna Maria Bernasconi (38,1%)           | Giulio Schmidt (51,8%)                  | Enrico Ferrante (4,0%)                    | Giuseppe Fassina (2,2%)             | Massimo Cappato (4,4%)                    |                                           |
| 26. Vimercate             | Paolo Pilotto (40,5%)                   | Giuliano Urbani (52,1%)                 | Pietro Catania (4,0%)                     | Anna Maria De Luca (3,4%)           |                                           |                                           |
| 27. Agrate Brianza        | Lino Duilio (46,8%)                     | Emerenzio Barbieri (47,5%)              | Antonio Di Paolo (5,7%)                   |                                     |                                           |                                           |
| 28. Cologno Monzese       | Santino Loddo (43,5%)                   | Gian Paolo Landi (50,6%)                | Nicola Vulpio (5,9%)                      |                                     |                                           |                                           |
| 29. Melzo                 | Sergio Fumagalli (42,7%)                | Carlo Taormina (49,6%)                  | Ugo Mauri (4,9%)                          | Livio Bossaro (2,8%)                |                                           |                                           |
| 30. Pioltello             | Franco Tagliaferri (40,5%)              | Guido Possa (51,1%)                     | Emilio Carosella (4,4%)                   | Marco Malinverno (4,0%)             |                                           |                                           |
| 31. San Giuliano Milanese | Ferdinando Targetti (45,6%)             | Fabio Minoli Rota (48,9%)               | Piero Portaleone (5,5%)                   |                                     |                                           |                                           |

## Lombardia 2
| Collegio                 | Candidati                     | Candidati                        | Candidati                     | Candidati                        | Candidati                  | Candidati                                      |
| Collegio                 | L'Ulivo                       | Casa delle Libertà               | Italia dei Valori             | Democrazia Europea               | Lista Emma Bonino          | Altri                                          |
| ------------------------ | ----------------------------- | -------------------------------- | ----------------------------- | -------------------------------- | -------------------------- | ---------------------------------------------- |
| 1. Varese                | Lorenzo Carabelli (36,3%)     | Roberto Maroni (57,8%)           | Remigio Benelli (5,9%)        |                                  |                            |                                                |
| 2. Luino                 | Ercole Ielmini (34,9%)        | Giuseppe Cossiga (57,3%)         | Orazio Terranova (4,7%)       | Edoardo Duratorre (3,1%)         |                            |                                                |
| 3. Tradate               | Fabrizio Taricco (35,1%)      | Dario Galli (55,8%)              | Danilo Cavallero (5,3%)       | Enrico Luraghi (3,8%)            |                            |                                                |
| 4. Sesto Calende         | Roberto Caielli (37,6%)       | Giancarlo Giorgetti (54,4%)      | Vincenzo Lardo (5,1%)         | Salvatore Torre (2,9%)           |                            |                                                |
| 5. Gallarate             | Pierluigi Galli (35,9%)       | Giovanna Bianchi Clerici (58,2%) | Rita Caruso (5,9%)            |                                  |                            |                                                |
| 6. Busto Arsizio         | Renato Pagnan (32,0%)         | Luca Volontè (58,5%)             | Mariella Vodola (5,4%)        | Paolo Caccia (4,1%)              |                            |                                                |
| 7. Saronno               | Angelo Proserpio (37,9%)      | Marco Airaghi (55,4%)            | Giovanni Oliva (6,7%)         |                                  |                            |                                                |
| 8. Como                  | Giuseppe Doria (35,3%)        | Alessio Butti (55,7%)            | Letizia Romano (5,4%)         |                                  |                            | Pasquale Castelli (Fiamma Tricolore) (3,4%)    |
| 9. Cantù                 | Carlo Rodi (33,8%)            | Antonio Palmieri (58,0%)         | Mario Boccabella (2,7%)       |                                  | Angela Stellitano (5,5%)   |                                                |
| 10. Erba                 | Kossi Komla-Ebri (33,0%)      | Cesare Rizzi (58,0%)             | Fabio Carrara (5,4%)          | Daniele Garimberti (3,6%)        |                            |                                                |
| 11. Olgiate Comasco      | Adria Bartolich (33,0%)       | Mario Alberto Taborelli (61,0%)  | Massimo Brugnoli (6,0%)       |                                  |                            |                                                |
| 12. Morbegno             | Mauro Del Barba (30,2%)       | Ugo Parolo (59,7%)               | Adolfo Ciampitti (3,7%)       | Paolo Bettiga (3,0%)             | Giovanni Sansi (3,4%)      |                                                |
| 13. Sondrio              | Sergio Fumasoni (31,5%)       | Giampietro Scherini (59,6%)      | Vanna Mottarelli (5,2%)       |                                  | Giovanni Iabichino (3,7%)  |                                                |
| 14. Lecco                | Antonio Rusconi (42,7%)       | Carlo Giovanardi (47,5%)         | Vincenzo Laurendi (4,1%)      | Massimo Graziano (2,3%)          | Luca Cesana (3,4%)         |                                                |
| 15. Merate               | Mauro Guerra (42,9%)          | Maurizio Lupi (51,3%)            | Giuseppe Mastrogiorgio (5,8%) |                                  |                            |                                                |
| 16. Bergamo              | Roberto Bruni (40,7%)         | Mirko Tremaglia (48,5%)          | Giuseppe Irrera (4,8%)        | Giuseppe Anghileri (4,0%)        |                            | Maria Lorena Colombo (Fiamma Tricolore) (2,0%) |
| 17. Seriate              | Pierino Cagna (30,3%)         | Piergiorgio Martinelli (59,2%)   | Pietro Poidomani (6,5%)       | Nicola Petrignano (4,0%)         |                            |                                                |
| 18. Ponte San Pietro     | Giuliana Reduzzi (38,6%)      | Giacomo Stucchi (49,7%)          | Pietro Vizzardi (7,3%)        | Pierluigi Pasquini (4,4%)        |                            |                                                |
| 19. Treviglio            | Luca Galimberti (36,0%)       | Giantonio Arnoldi (53,2%)        | Maria Gabriella Bassi (5,7%)  | Pierluigi Tarenghi (5,1%)        |                            |                                                |
| 20. Albino               | Francesco Arnoldi (34,4%)     | Carolina Lussana (51,9%)         | Giorgio Zanchi (8,0%)         | Flora Fiorina (5,6%)             |                            |                                                |
| 21. Costa Volpino        | Mario Barboni (34,1%)         | Giorgio Jannone (54,0%)          | Giuseppe Bonadei (5,5%)       | Corrado Fumagalli (3,2%)         |                            |                                                |
| 22. Dalmine              | Giovanni Barberi (36,6%)      | Gregorio Fontana (52,6%)         | Vincenzo Ravanelli (6,8%)     | Antonio Marrone (4,0%)           |                            |                                                |
| 23. Zogno                | Yvonne Messi (32,9%)          | Sergio Rossi (53,8%)             | Giovanna Ceribelli (8,9%)     | Patrizia Gamba Invernizzi (4,4%) |                            |                                                |
| 24. Brescia - Flero      | Franco Tolotti (40,5%)        | Stefano Saglia (49,3%)           | Alessandro Manzoni (4,4%)     | Maurizio Gadola (2,2%)           | Licia Gandossi (3,6%)      |                                                |
| 25. Brescia - Roncadelle | Emilio Delbono (43,0%)        | Giuseppe Romele (49,0%)          | Piergiorgio Gazich (4,4%)     |                                  | Veronica Pede (3,6%)       |                                                |
| 26. Rezzato              | Maurizio Goffredi (37,2%)     | Chiara Moroni (53,1%)            | Mirco Peli (3,4%)             |                                  | Giancarlo Nervi (6,3%)     |                                                |
| 27. Desenzano del Garda  | Francesco Bortolotto (35,4%)  | Adriano Paroli (56,4%)           | Marco Tisi (5,5%)             | Fabio Rocca (2,7%)               |                            |                                                |
| 28. Ghedi                | Valerio Signorini (38,3%)     | Luigi Maninetti (52,6%)          | Oliviero Mosca (3,5%)         |                                  | Giovanni Migliorati (5,6%) |                                                |
| 29. Orzinuovi            | Elio Tomasoni (33,5%)         | Riccardo Conti (57,1%)           | Giuseppe Gardoni (5,3%)       | Mauro Capitanio (4,1%)           |                            |                                                |
| 30. Chiari               | Barbara Sechi Minelli (34,3%) | Daniele Molgora (55,9%)          | Claudia Sola (5,3%)           |                                  | Cristian Corioni (4,5%)    |                                                |
| 31. Lumezzane            | Aldo Rebecchi (41,7%)         | Alessandro Cè (50,3%)            | Luca Manfredi (4,9%)          | Stefano Macrì (3,1%)             |                            |                                                |
| 32. Darfo Boario Terme   | Vincenzo Raco (33,0%)         | Davide Carlo Caparini (52,9%)    | Biagio Angrisano (4,5%)       |                                  |                            | Luciano Garatti (Lista Valle Camonica) (9,6%)  |

## Lombardia 3
| Collegio                      | Candidati                  | Candidati                              | Candidati                  | Candidati                | Candidati                          | Candidati |
| Collegio                      | L'Ulivo                    | Casa delle Libertà                     | Italia dei Valori          | Democrazia Europea       | Lista Emma Bonino                  |           |
| ----------------------------- | -------------------------- | -------------------------------------- | -------------------------- | ------------------------ | ---------------------------------- | --------- |
| 1. Pavia                      | Piera Capitelli (40,2%)    | Stefano Losurdo (50,3%)                | Andrea Capodaglio (4,8%)   |                          | Lara Arosio (4,7%)                 |           |
| 2. Vigevano                   | Silvano Colli (38,8%)      | Cesare Ercole (56,1%)                  | Giuseppe Invernizzi (5,1%) |                          |                                    |           |
| 3. Mortara                    | Gianluigi Claus (41,7%)    | Giacomo de Ghislanzoni Cardoli (54,7%) |                            | Ernesto Ardenti (3,6%)   |                                    |           |
| 4. Voghera                    | Paolo Affronti (35,1%)     | Luigi Gastaldi (46,6%)                 | Claudio Tambussi (8,3%)    | Giovanni Libardi (6,2%)  | Alessandro Zucchi (3,8%)           |           |
| 5. Lodi                       | Gianfranco Pievani (40,7%) | Vittorio Emanuele Falsitta (51,8%)     | Marina D'Orsi (4,4%)       | Antonio Montani (3,1%)   |                                    |           |
| 6. Crema                      | Gianni Risari (41,0%)      | Andrea Gibelli (50,7%)                 | Lorenzo Mazzera (4,6%)     |                          | Mario Verardi (3,7%)               |           |
| 7. Soresina                   | Sergio Trabattoni (39,3%)  | Giovanni Jacini (51,0%)                | Aldo Bettinelli (5,4%)     | Franco Vaiani (4,3%)     |                                    |           |
| 8. Cremona                    | Giuseppe Tadioli (44,6%)   | Antonio Verro (44,8%)                  | Franco Guarnieri (4,1%)    | Giuseppe Trespidi (3,1%) | Fabio Favalli (3,4%)               |           |
| 9. Castiglione delle Stiviere | Giovanni Tosi (40,3%)      | Bruno Tabacci (50,2%)                  | Gilberto Viola (5,7%)      | Massimo Brisciani (3,8%) |                                    |           |
| 10. Mantova                   | Ruggero Ruggeri (48,9%)    | Michele Brait (41,1%)                  | Adalberto Genovesi (4,4%)  | Mario Fracassi (2,5%)    | Claudio Bondioli Bettinelli (3,1%) |           |
| 11. Suzzara                   | Franco Raffaldini (54,0%)  | Giovanni Fava (38,9%)                  | Alberto Bordina (3,9%)     | Rosa Chiericati (3,2%)   |                                    |           |

## Trentino-Alto Adige
| 1. Bolzano                       | Gianclaudio Bressa (49,0%) | Franco Frattini (42,0%) | Cristina Zanella (5,2%)    | Achille Chiomento (3,8%) |                           |
| 2. Appiano sulla Strada del Vino | Loris Frazza (11,1%)       | Mario Guarda (9,9%)     |                            |                          | Siegfried Brugger (79,0%) |
| 3. Merano                        | Wanda Carbone (11,8%)      | Mauro Minniti (13,1%)   | Michele Ferretti (1,8%)    |                          | Karl Zeller (73,3%)       |
| 4. Bressanone                    | Paolo De Martin (9,8%)     | Silvana Marazzo (8,6%)  |                            |                          | Hans Widmann (81,6%)      |
| 5. Trento                        | Gianni Kessler (51,1%)     | Giorgio Manuali (38,4%) | Giovanna Giugni (6,0%)     | Fabio Valcanover (4,5%)  |                           |
| 6. Rovereto                      | Marco Boato (50,8%)        | Marco Zenatti (42,1%)   | Andrea Peroni (7,1%)       |                          |                           |
| 7. Lavis                         | Luigi Olivieri (48,0%)     | Giacomo Bezzi (45,9%)   | Salvatore Smeraglia (6,1%) |                          |                           |
| 8. Pergine Valsugana             | Giuseppe Detomas (46,6%)   | Rolando Fontan (46,2%)  | Italo Scotoni (7,2%)       |                          |                           |

## Veneto 1
| Collegio                       | Candidati                      | Candidati                         | Candidati                           | Candidati                   | Candidati                | Candidati                       | Candidati                 |
| Collegio                       | L'Ulivo                        | Casa delle Libertà                | Italia dei Valori                   | Democrazia Europea          | Lista Emma Bonino        | Liga Fronte Veneto              | Forza Nuova               |
| ------------------------------ | ------------------------------ | --------------------------------- | ----------------------------------- | --------------------------- | ------------------------ | ------------------------------- | ------------------------- |
| 1. Verona Ovest                | Luciano Guerrini (36,8%)       | Pieralfonso Fratta Pasini (48,4%) | Franco Ottaviani (4,6%)             | Cristiano Aldovrandi (2,8%) |                          | Marcello Pigozzi (5,4%)         | Alberto Lomastro (2,0%)   |
| 2. Verona Est                  | Roberto Uboldi (38,8%)         | Alberto Giorgetti (45,4%)         | Claudio Bisognin (3,7%)             | Pietro Trabucchi (3,7%)     |                          | Gianfranco Tervilli (3,5%)      | Roberto Bussinello (1,5%) |
| 3. Bussolengo                  | Giancarlo Sabaini (31,1%)      | Aldo Brancher (53,0%)             | Sebastiano Cassarino (3,5%)         | Alessandro Salvelli (3,3%)  | Paolo Atzori (2,9%)      | Dario Melotto (6,2%)            |                           |
| 4. San Martino Buon Albergo    | Maura Zambon (31,6%)           | Ettore Peretti (50,3%)            | Sergio Vartolo (4,5%)               | Carlo Lavagnolo (4,8%)      |                          | Gianluigi Bressan (8,8%)        |                           |
| 5. San Giovanni Lupatoto       | Piero Carradore (29,8%)        | Francesca Martini (53,2%)         | Carmelo Furnari (4,0%)              | Claudio De Vecchi (3,6%)    |                          | Silvano Polo (9,4%)             |                           |
| 6. Villafranca di Verona       | Simonetta Brizzi (29,3%)       | Federico Bricolo (54,6%)          | Claudio Marongiu (4,3%)             | Romano Meneghelli (3,6%)    |                          | Lucio Chiavegato (6,7%)         |                           |
| 7. Legnago                     | Franco Bonfante (35,8%)        | Anna Maria Leone (48,5%)          | Serena Pecori (6,2%)                | Graziano Dosi (4,4%)        |                          | Vittorio De Rossi (5,1%)        |                           |
| 8. Vicenza                     | Diego Bardelli (36,7%)         | Stefano Stefani (46,2%)           | Leonardo Ventimiglia (4,3%)         | Luigi Volpiani (2,9%)       |                          | Giancarlo Morando (6,1%)        |                           |
| 9. Bassano del Grappa          | Franco Bordignon (30,6%)       | Giovanni Didonè (52,7%)           | Antonio Campana (6,2%)              | Luciano Ferraro (3,1%)      |                          | Giovanni Cullere (7,4%)         |                           |
| 10. Thiene                     | Daniele Apolloni (32,0%)       | Pierantonio Zanettin (46,3%)      | Claudio Brian (5,6%)                | Riccardo Galletti (5,2%)    |                          | Ivano Carollo (10,9%)           |                           |
| 11. Arzignano                  | Daniela Cortiana (28,9%)       | Andrea Orsini (48,4%)             | Salvatore Franzella (3,9%)          | Giuseppe Ceccato (6,3%)     | Pietro Magnabosco (2,4%) | Antonio Mingardi (9,1%)         | Turi Sambo (1,0%)         |
| 12. Schio                      | Claudio Rizzato (37,1%)        | Giorgio Conte (42,2%)             | Giampaolo Lealini (5,3%)            | Serafino Zilio (3,1%)       | Maurizio Parise (2,4%)   | Giancarlo Morando (6,1%)        |                           |
| 13. Dueville                   | Adelino Veronese (29,3%)       | Luigino Vascon (52,4%)            | Maria Toniolo (5,3%)                | Antonio Nani (4,0%)         |                          | Riccardo Zocca (9,0%)           |                           |
| 14. Padova - Selvazzano Dentro | Andrea Colasio (42,4%)         | Maurizio Saia (44,0%)             | Beniamina Alippi (4,2%)             | Franco Pregnolato (2,5%)    | Emiliano Vesce (3,6%)    | Otello Gobbin (3,3%)            |                           |
| 15. Padova Centro Storico      | Piero Ruzzante (43,8%)         | Ubaldo Lonardi (42,2%)            | Mariano Paolin (3,7%)               | Renato Tognoni (2,7%)       | Vasco Carraro (3,4%)     | Maurizio Bortolami (3,1%)       | Sergio Celin (1,1%)       |
| 16. Este                       | Francesco Corso Barone (40,5%) | Niccolò Ghedini (47,6%)           | Roberto Bacca (4,6%)                | Gino Castano (7,3%)         |                          |                                 |                           |
| 17. Piove di Sacco             | Giovanni Saonara (39,2%)       | Filippo Ascierto (45,6%)          | Emma Zago (4,6%)                    | Corrado Ballo (4,6%)        |                          | Sergio Tognon (6,0%)            |                           |
| 18. Albignasego                | Cesare Pillon (39,5%)          | Lorena Milanato (45,4%)           | Antonio Casotto (5,7%)              | Umberto Calvello (3,5%)     |                          | Enrico De Pasqualin (5,9%)      |                           |
| 19. Cittadella                 | Silvana Collodo (30,9%)        | Flavio Rodeghiero (51,3%)         | Giuliano Raganin (4,8%)             | Eraldo Garro (4,6%)         |                          | Anastasia Bellot Romanet (6,9%) | Giulio Vanzetto (1,5%)    |
| 20. Vigonza                    | Dino Scantamburlo (35,6%)      | Marino Zorzato (50,0%)            | Franco Bezze (4,5%)                 | Livio Munaro (3,6%)         |                          | Emiliano Guolo (6,3%)           |                           |
| 21. Rovigo                     | Gabriele Frigato (42,5%)       | Luca Bellotti (45,4%)             | Filippo Manganelli Di Rienzo (3,8%) | Bassal Nabell (4,9%)        | Livio Simonetta (3,4%)   |                                 |                           |
| 22. Adria                      | Franco Grotto (44,0%)          | Ugo Holzer (41,2%)                | Rossano Guarnieri (3,4%)            | Dino De Anna (4,8%)         | Antonella Bertoli (3,7%) | Wander Furlan (2,9%)            |                           |

## Veneto 2
| Collegio                       | Candidati                     | Candidati                     | Candidati                    | Candidati                          | Candidati                    | Candidati                    | Candidati                |
| Collegio                       | L'Ulivo                       | Casa delle Libertà            | Italia dei Valori            | Democrazia Europea                 | Lista Emma Bonino            | Liga Fronte Veneto           | Fiamma Tricolore         |
| ------------------------------ | ----------------------------- | ----------------------------- | ---------------------------- | ---------------------------------- | ---------------------------- | ---------------------------- | ------------------------ |
| 1. Venezia San Marco           | Michele Vianello (47,7%)      | Michele Zuin (40,9%)          | Massimo Donadi (4,6%)        | Pietro Coppola (3,0%)              | Raffaele Di Deco (3,8%)      |                              |                          |
| 2. Venezia - Mestre            | Luana Zanella (47,6%)         | Nicola Bottacin (37,5%)       | Gianfranco Sperandio (4,4%)  | Paola Pagnin (2,1%)                | Elisabetta Zamparutti (3,5%) | Raffaele Pasqualetto (2,8%)  | Fabrizio Taranto (2,1%)  |
| 3. Venezia - Mira              | Bruno Cazzaro (54,3%)         | Massimo Nalon (38,5%)         | Alessandro Francescon (7,2%) |                                    |                              |                              |                          |
| 4. Mirano                      | Marco Stradiotto (47,1%)      | Paolo Dalle Fratte (44,0%)    | Ivano Brussato (5,9%)        | Marco Visentin (3,0%)              |                              |                              |                          |
| 5. Chioggia                    | Clara Salviato (43,0%)        | Cesare Campa (44,7%)          | Giorgio Bibi Boscolo (5,0%)  | Donatella Zampaolo Cecchini (3,7%) |                              |                              | Alberto Perin (3,6%)     |
| 6. Venezia - San Donà di Piave | Carlo Fantinello (37,8%)      | Luigi Ramponi (50,0%)         | Nillo Tallon (4,4%)          | Bruno Minello (2,3%)               |                              | Alessandro Curtarello (5,5%) |                          |
| 7. Portogruaro                 | Mariano Beltrame (46,1%)      | Ferdinando Adornato (53,9%)   |                              |                                    |                              |                              |                          |
| 8. Treviso                     | Maria Luisa Campagner (40,9%) | Gustavo Selva (47,2%)         | Giuseppe Cianci (5,0%)       | Giuseppe Bisetto (2,9%)            | Fabrizio Pilotto (4,0%)      |                              |                          |
| 9. Vittorio Veneto             | Sandro Macor (32,0%)          | Luigi D'Agrò (46,5%)          | Gianluigi Turbian (5,0%)     | Giustino Cherubin (2,5%)           | Marco Zardetto (3,0%)        | Mauro Campilotto (11,0%)     |                          |
| 10. Castelfranco Veneto        | Sebastiano Sartoretto (31,1%) | Luciano Dussin (50,7%)        | Elvio Gatto (5,0%)           | Roberto Monegato (3,6%)            |                              | Alessandro Bonamigo (9,3%)   |                          |
| 11. Oderzo                     | Rita Giannetti (34,0%)        | Francesco Nitto Palma (47,9%) | Biagio Mennella (4,8%)       | Antonio Carraro (3,2%)             |                              | Tiziano Vettorello (10,1%)   |                          |
| 12. Conegliano                 | Gabriella Chiellino (31,3%)   | Guido Dussin (53,3%)          | Alessandro Barro (5,4%)      |                                    |                              | Mauro Artico (10,0%)         |                          |
| 13. Belluno                    | Maurizio Fistarol (41,2%)     | Maurizio Paniz (44,5%)        | Carlo Giuliana (4,3%)        | Giorgino Piller Pulcher (2,4%)     |                              | Pier Perera (5,3%)           | Claudia Di Grazia (2,3%) |
| 14. Feltre                     | Italo Sandi (39,6%)           | Bruno Mignolli (38,7%)        | Nicoletta Zannin (6,5%)      | Dino Dal Pan (3,7%)                | Paola Sain (3,0%)            | Ernesto Bellenzier (8,5%)    |                          |
| 15. Montebelluna               | Bruno Goggi (30,6%)           | Gianpaolo Dozzo (53,4%)       |                              | Mario Riedi (4,5%)                 |                              | Geremia Agnoletti (11,5%)    |                          |

## Friuli-Venezia Giulia
| Collegio                 | Candidati                    | Candidati                       | Candidati                 | Candidati               | Candidati                 | Candidati                                                  | Candidati |
| Collegio                 | L'Ulivo                      | Casa delle Libertà              | Italia dei Valori         | Democrazia Europea      | Lista Emma Bonino         | Altri                                                      |           |
| ------------------------ | ---------------------------- | ------------------------------- | ------------------------- | ----------------------- | ------------------------- | ---------------------------------------------------------- | --------- |
| 1. Trieste Centro        | Roberto Damiani (42,2%)      | Roberto Menia (49,4%)           | Enrico Conte (3,0%)       |                         | Renato Manara (3,5%)      | Silvana Mergiani Mondo (Terzo Polo per l'Autonomia) (1,9%) |           |
| 2. Trieste - Muggia      | Riccardo Illy (50,8%)        | Vittorio Sgarbi (41,9%)         | Franco Francescato (2,6%) |                         | Marco Gentili (2,5%)      | Denis Zigante (Terzo Polo per l'Autonomia) (2,2%)          |           |
| 3. Gorizia               | Alessandro Maran (51,5%)     | Ettore Romoli (39,7%)           | Gioacchino Falsone (5,1%) | Antonello Murgia (3,7%) |                           |                                                            |           |
| 4. Cervignano del Friuli | Elvio Ruffino (44,4%)        | Danilo Moretti (48,5%)          |                           | Angelo Sandri (7,1%)    |                           |                                                            |           |
| 5. Udine                 | Marco Belviso (37,8%)        | Manlio Collavini (46,9%)        | Marco Tronti (5,9%)       | Gabriele Damiani (4,2%) | Paolo Gandolfo (5,2%)     |                                                            |           |
| 6. Gemona del Friuli     | Emidio Zanier (40,1%)        | Vanni Lenna (48,8%)             | Luigino Venturini (6,8%)  |                         | Stefano Barazzutti (4,3%) |                                                            |           |
| 7. Codroipo              | Giancarlo Tonutti (38,1%)    | Giuseppe Ferruccio Saro (53,1%) | Roberta Sartor (8,8%)     |                         |                           |                                                            |           |
| 8. Cividale del Friuli   | Ebe De Monte (34,9%)         | Pietro Fontanini (51,1%)        | Antonino Pollina (6,7%)   | Roberto Molinaro (7,3%) |                           |                                                            |           |
| 9. Sacile                | Isidoro Zandonà (34,8%)      | Edouard Ballaman (52,8%)        | Piero Durazzani (5,2%)    | Gianni Tosini (3,3%)    | Stefano Santarosa (3,9%)  |                                                            |           |
| 10. Pordenone            | Antonio Di Bisceglie (39,0%) | Manlio Contento (48,8%)         | Angelo Gnan (4,8%)        | Pietro Zannese (3,3%)   | John Fischetti (4,1%)     |                                                            |           |

## Liguria
| 1. Sanremo                 | Pierfrancesco Ravera (35,1%) | Giorgio Bornacin (59,9%)    | Liano Desimoni (5,0%)       |                          |                              |
| 2. Imperia                 | Giovanni Rainisio (37,2%)    | Claudio Scajola (56,9%)     | Domenico Garofalo (5,9%)    |                          |                              |
| 3. Albenga                 | Angelo Viveri (43,1%)        | Enrico Paolo Nan (51,8%)    | Gianfranco Barbieri (5,1%)  |                          |                              |
| 4. Savona                  | Massimo Zunino (53,6%)       | Pietro Astengo (39,0%)      | Guglielmo Giusti (4,6%)     | Romano Pintus (2,8%)     |                              |
| 5. Genova - Varazze        | Lorenzo Acquarone (62,1%)    | Monica Puttini (37,9%)      |                             |                          |                              |
| 6. Genova - Sestri Ponente | Ugo Intini (61,8%)           | Gianfranco Gadolla (30,4%)  | Giorgio Calò (5,2%)         | Tullio Mazzolino (2,6%)  |                              |
| 7. Genova - Campomorone    | Roberta Pinotti (64,1%)      | Claudio Eva (30,7%)         | Carlo Servetto (5,2%)       |                          |                              |
| 8. Genova - San Fruttuoso  | Carlo Rognoni (46,9%)        | Alberto Gagliardi (45,5%)   | Christian Abbondanza (4,0%) |                          | Maria Grazia Barbieri (3,6%) |
| 9. Genova Parenzo          | Graziano Mazzarello (61,1%)  | Sergio Castellaneta (38,9%) |                             |                          |                              |
| 10. Genova - Nervi         | Claudio Burlando (44,6%)     | Gianfranco Cozzi (48,5%)    | Gianni Piampiano (3,6%)     |                          | Carlo Angelino (3,3%)        |
| 11. Rapallo                | Angelo Bottino (49,4%)       | Maurizio Balocchi (46,0%)   |                             | Felice Micone (4,6%)     |                              |
| 12. Chiavari               | Egidio Banti (41,9%)         | Gabriella Mondello (47,5%)  | Carmen Muratore (4,0%)      | Pietro Zoppi (3,8%)      | Sergio Ottonello (2,8%)      |
| 13. Sarzana                | Nerio Nesi (56,0%)           | Emilio Longhi (40,7%)       | Rinaldo Orlandini (3,3%)    |                          |                              |
| 14. La Spezia              | Giorgio Bogi (50,8%)         | Luigi Morgillo (40,9%)      | Roberto Truffello (3,1%)    | Alcide Morachioli (2,4%) | Deborah Cianfanelli (2,8%)   |

## Emilia-Romagna
| 1. Rimini - Santarcangelo di Romagna | Sergio Gambini (48,9%)         | Gioenzo Renzi (42,4%)          | Nedo Pivi (3,8%)           | Antonella Capponi (2,0%)       | Simone Mariotti (2,9%)                          |
| 2. Rimini - Riccione                 | Mauro Bulgarelli (52,7%)       | Mario Garattoni (41,0%)        | Fabio Pellegrini (4,1%)    | Nadia Battazza (2,2%)          |                                                 |
| 3. Forlì                             | Sauro Sedioli (55,1%)          | Maria Grazia Casadei (36,2%)   | Flavio Fava (3,2%)         | Enzo Briganti (2,4%)           | Monica Partisani (3,1%)                         |
| 4. Cesena                            | Roberto Pinza (59,0%)          | Alberto Magnani (35,9%)        | Vittorio Galletti (5,1%)   |                                |                                                 |
| 5. Savignano sul Rubicone            | Valter Bielli (54,8%)          | Giancarlo Valenti (41,0%)      |                            | Candido Bucci (4,2%)           |                                                 |
| 6. Ravenna - Cervia                  | Aldo Preda (55,3%)             | Luca Rosetti (36,2%)           | Damiano Malla (3,1%)       | Linda Rubboli (1,7%)           | Andrea Tuchetto (3,7%)                          |
| 7. Faenza                            | Gabriele Albonetti (59,6%)     | Angelo Montanari (33,8%)       |                            | Muzio Salvatori (3,1%)         | Paolo Randi (3,5%)                              |
| 8. Ravenna - Lugo di Romagna         | Fulvia Bandoli (65,8%)         | Maria Giuliana Bruni (28,7%)   | Dolores Veschi (3,2%)      | Domenico Tampieri (2,3%)       |                                                 |
| 9. Ferrara - Via Bologna             | Dario Franceschini (55,2%)     | Antonio Fortini (36,9%)        | Edoardo Artosi (2,7%)      | Donato Aquaro (1,8%)           | Felice Bruno (3,4%)                             |
| 10. Comacchio                        | Alfredo Sandri (50,4%)         | Gianni Berto (42,9%)           | Ivana Zampollo (3,6%)      | Alfredo Fogli (3,1%)           |                                                 |
| 11. Ferrara - Cento                  | Rosella Ottone (51,8%)         | Aurelio Pariali (42,8%)        | Giovanni Fabbri (3,2%)     | Paolo Roversi (2,2%)           |                                                 |
| 12. Bologna - Mazzini                | Arturo Parisi (55,5%)          | Sante Tura (38,3%)             | Mario Alvisi (2,4%)        | Lucio Vascotto (1,2%)          | Marco Beltrandi (2,6%)                          |
| 13. Bologna - San Donato             | Enrico Boselli (57,7%)         | Cristiano Pini (35,1%)         | Giorgio Di Domenico (2,7%) | Vincenzo Spaltro (1,7%)        | Pietro D'Aversa (2,8%)                          |
| 14. Bologna - Borgo Panigale         | Alfiero Grandi (66,5%)         | Nunzia Soncini Massari (29,7%) | Roberto Gresti (3,8%)      |                                |                                                 |
| 15. Imola                            | Raffaello De Brasi (60,5%)     | Maria Cristina Marri (31,6%)   | Silvana Mura (3,3%)        | Elia Bettuzzi (2,3%)           | Alessandro Broggini (2,3%)                      |
| 16. Bologna - Pianoro                | Andrea Papini (55,2%)          | Francesco Arnone (38,2%)       | Barbara Longo (2,4%)       | Giampiero Barile (1,7%)        | Santiago Arguello (2,5%)                        |
| 17. Casalecchio di Reno              | Sergio Sabattini (62,4%)       | Michele Facci (33,9%)          | Plinio Lenzi (3,7%)        |                                |                                                 |
| 18. San Giovanni in Persiceto        | Paolo Cento (61,1%)            | Gianfranco Tommasi (33,7%)     | Mario Arini (3,0%)         | Renato Rizz (2,2%)             |                                                 |
| 19. San Lazzaro di Savena            | Giovanna Grignaffini (58,6%)   | Michele Ugliola (36,2%)        | Alberto Quartaroli (3,2%)  | Piero Mikus (1,8%)             |                                                 |
| 20. Modena Centro                    | Giulio Santagata (58,9%)       | Giorgio Barbolini (35,2%)      | Rosa Maria Fino (3,8%)     | Giuseppe Bellei Mussini (2,1%) |                                                 |
| 21. Mirandola                        | Roberto Guerzoni (61,2%)       | Maurizio Poletti (34,4%)       | Giuseppe Vandelli (4,4%)   |                                |                                                 |
| 22. Vignola                          | Paola Manzini (55,7%)          | Alessandro Convenuti (37,9%)   | Francesco Battaglia (3,7%) | Giuseppe Curci (2,7%)          |                                                 |
| 23. Modena - Sassuolo                | Cosimo Giuseppe Sgobio (54,9%) | William Pellacani (38,0%)      | Alberto Mazzanti (4,2%)    | Emanuela Gatti (2,9%)          |                                                 |
| 24. Carpi                            | Pierluigi Castagnetti (66,7%)  | Luca Ghelfi (29,5%)            | Stefania Luppi (3,8%)      |                                |                                                 |
| 25. Reggio Emilia                    | Antonio Soda (64,2%)           | Liborio Cataliotti (31,7%)     | Gianni Serventi (4,1%)     |                                |                                                 |
| 26. Guastalla                        | Vincenzo Visco (64,7%)         | Anio Lanzi (29,8%)             | Rosanna Beccari (3,3%)     | Gian Lauro Rossi (2,2%)        |                                                 |
| 27. Scandiano                        | Oliviero Diliberto (63,1%)     | Claudio Guidetti (32,4%)       | Giuliano Spaggiari (4,5%)  |                                |                                                 |
| 28. Parma Centro                     | Carmen Motta (53,3%)           | Alessandro Duce (38,3%)        | Orazio Pani (3,7%)         | Aldo Cozzi (1,6%)              | Alessandro Melilupi di Soragna Tanasconi (3,1%) |
| 29. Parma - Collecchio               | Luca Marcora (52,5%)           | Giovanni Bernini (41,2%)       | Alberto Bocchi (4,2%)      | Andrea Paterlini (2,1%)        |                                                 |
| 30. Fidenza                          | Pier Luigi Bersani (49,5%)     | Paolo Paglia (44,4%)           | Alfredo La Rosa (4,0%)     | Libero Del Sere (2,1%)         |                                                 |
| 31. Piacenza                         | Luigi Cavanna (45,1%)          | Tommaso Foti (47,2%)           | Paolo Beotti (2,8%)        | Luciano Cantarini (1,6%)       | Enrico Loino (2,8%)                             |
| 32. Fiorenzuola d'Arda               | Gianluigi Boiardi (41,3%)      | Massimo Polledri (49,1%)       | Stefano Fellegari (4,2%)   | Nilde Isidori (2,5%)           | Stefano Torselli (2,9%)                         |

## Toscana
| Collegio                          | Candidati                   | Candidati                     | Candidati                  | Candidati                      | Candidati                   | Candidati                              | Candidati |
| Collegio                          | L'Ulivo                     | Casa delle Libertà            | Italia dei Valori          | Democrazia Europea             | Lista Emma Bonino           | Altri                                  |           |
| --------------------------------- | --------------------------- | ----------------------------- | -------------------------- | ------------------------------ | --------------------------- | -------------------------------------- | --------- |
| 1. Firenze 1                      | Vannino Chiti (52,3%)       | Denis Verdini (39,8%)         | David Badini (2,4%)        | Gianni Galli (2,4%)            | Matteo Mecacci (3,1%)       |                                        |           |
| 2. Firenze 2                      | Giovanni Bellini (60,7%)    | Mario Razzanelli (32,6%)      | Domenico Borsellino (3,8%) | Antonio Bacchi (2,9%)          |                             |                                        |           |
| 3. Firenze 3                      | Valdo Spini (58,4%)         | Achille Totaro (33,8%)        | Carlo Cipriani (2,9%)      | Valentina Sanfelice (2,3%)     | Tommaso Colombini (2,6%)    |                                        |           |
| 4. Scandicci                      | Lapo Pistelli (64,0%)       | Salvatore Barillari (29,2%)   | Gianluca Mugnai (2,4%)     | Bruno Baccani (2,3%)           | Leonardo Cipriani (2,1%)    |                                        |           |
| 5. Sesto Fiorentino               | Roberto Villetti (65,7%)    | Jacopo Alberti (29,0%)        | Carlo Moscardi (3,0%)      | Matteo Mallardi (2,3%)         |                             |                                        |           |
| 6. Firenze - Pontassieve          | Marco Rizzo (64,4%)         | Stefano Magherini (30,3%)     | Giuliano Noferini (2,8%)   | Domenico Desidero (2,5%)       |                             |                                        |           |
| 7. Empoli                         | Alberto Fluvi (67,5%)       | Guido Sensi (27,4%)           | Antonietta Esse (2,9%)     | Maria Grazia Maestrelli (2,2%) |                             |                                        |           |
| 8. Bagno a Ripoli                 | Michele Ventura (65,3%)     | Renzo Nardi (31,4%)           | Sabatino Clementini (3,3%) |                                |                             |                                        |           |
| 9. Prato - Montemurlo             | Andrea Lulli (57,1%)        | Franca Petrà (39,0%)          | Aurelio Donzella (3,9%)    |                                |                             |                                        |           |
| 10. Prato - Carmignano            | Franca Bimbi (53,7%)        | Luigi Biancalani (40,5%)      | Piero Boretti (2,5%)       | Renzo Lorenzini (3,3%)         |                             |                                        |           |
| 11. Pistoia                       | Renzo Innocenti (55,0%)     | Monica Stefania Baldi (37,2%) | Giuliano Melani (2,3%)     | Giovan Carlo Iozzelli (2,8%)   | Angelino Balleri (2,7%)     |                                        |           |
| 12. Montecatini Terme             | Famiano Crucianelli (49,2%) | Riccardo Migliori (44,5%)     | Michele Parronchi (3,1%)   |                                |                             | Gisberto Giacomelli (Comunismo) (3,2%) |           |
| 13. Montevarchi                   | Rolando Nannicini (61,2%)   | Giuliano Becucci (35,0%)      | Sergio Panchetti (3,8%)    |                                |                             |                                        |           |
| 14. Arezzo                        | Giuseppe Fanfani (52,4%)    | Maurizio Biagioni (41,7%)     | Romolo Vanni (2,0%)        | Massimo Tenti (1,9%)           | Eugenio Mascagni (2,0%)     |                                        |           |
| 15. Cortona                       | Rosy Bindi (61,5%)          | Leonardo Giomarelli (35,5%)   | Nicola Caldarone (3,0%)    |                                |                             |                                        |           |
| 16. Siena                         | Fabrizio Vigni (62,0%)      | Simonetta Moretti (30,9%)     | Oscar D'Agostino (2,2%)    | Enzo Martinelli (2,7%)         | Mario Leoncini (2,2%)       |                                        |           |
| 17. Pontedera                     | Marco Filippeschi (59,6%)   | Claudio Valleggi (34,9%)      |                            | Ivo Brunetti (3,2%)            | Guido Nelli (2,3%)          |                                        |           |
| 18. Massa Marittima               | Claudio Franci (61,9%)      | Carlo Mecacci (35,0%)         | Daniela Cherubini (3,1%)   |                                |                             |                                        |           |
| 19. Grosseto                      | Enrico Letta (48,4%)        | Roberto Tortoli (48,8%)       |                            | Filippo De Martino (2,8%)      |                             |                                        |           |
| 20. Carrara                       | Gloria Buffo (45,8%)        | Enrico Ferri (40,0%)          | Elio Veltri (2,6%)         |                                |                             | Lucio Barani (Nuovo Psi) (11,6%)       |           |
| 21. Massa                         | Elena Emma Cordoni (52,3%)  | Vincenzo Soldati (41,4%)      | Enrico Bandinelli (3,0%)   | Luciano Faenzi (3,3%)          |                             |                                        |           |
| 22. Viareggio                     | Carlo Carli (49,0%)         | Giuseppe Del Carlo (45,7%)    | Stefania Rossi (3,1%)      | Umberto Guidugli (2,2%)        |                             |                                        |           |
| 23. Lucca                         | Giulio Lazzarini (45,1%)    | Altero Matteoli (45,4%)       | Maurizio Bardi (2,5%)      | Antonio Barsanti (2,4%)        | Massimo Bulckaen (2,4%)     | Francesco Giuntoli (Comunismo) (2,1%)  |           |
| 24. Pisa                          | Ermete Realacci (55,9%)     | Piero Pizzi (36,7%)           | Enrico Marroni (3,1%)      | Antonio Punzo (1,9%)           | Paolo Pisanti (2,4%)        |                                        |           |
| 25. Capannori                     | Raffaella Mariani (50,7%)   | Stefania Fuscagni (43,3%)     |                            | Giovanni Tori (2,8%)           |                             | Leonardo Mazzei (Comunismo) (3,2%)     |           |
| 26. Cascina                       | Maura Cossutta (57,5%)      | Carlo Brotini (35,2%)         | Antonio Cassone (3,0%)     | Vinicio Simonelli (2,4%)       | Paolo Ugolini (1,9%)        |                                        |           |
| 27. Livorno - Collesalvetti       | Marco Susini (63,6%)        | Ugo Vincenzini (29,5%)        | Alessandro Arrabito (2,8%) | Dario Vukich (1,7%)            | Gianfranco Dell'Alba (2,4%) |                                        |           |
| 28. Livorno - Rosignano Marittimo | Laura Pennacchi (62,9%)     | Michele Sardelli (32,2%)      | Giuseppe Amici (3,0%)      | Donatella Fornaciani (1,9%)    |                             |                                        |           |
| 29. Piombino                      | Fabio Mussi (58,3%)         | Luigi Vagaggini (38,5%)       | Patrizia Iavataro (3,2%)   |                                |                             |                                        |           |

## Umbria
| 1. Perugia Centro    | Franco Monaco (50,9%)        | Bruno Biagiotti (42,7%)     | Sipontina Maria De Bellis (3,8%) | Piero D'Orazio (2,6%) |                            |
| 2. Perugia - Todi    | Alberto Stramaccioni (53,2%) | Emilia Rosaspina (42,7%)    | Monia Parroni (4,1%)             |                       |                            |
| 3. Città di Castello | Mauro Agostini (59,3%)       | Nazzareno Cuccaroni (37,0%) | Giovanni Tasegian (3,7%)         |                       |                            |
| 4. Gubbio            | Giuseppe Giulietti (53,0%)   | Rocco Girlanda (42,0%)      | Paolo Brufani (5,0%)             |                       |                            |
| 5. Foligno           | Marina Sereni (48,1%)        | Luciano Rossi (43,9%)       | Alberto Laganà (2,5%)            | Domenico Lini (3,5%)  | Alessandro Pizzetti (2,0%) |
| 6. Terni             | Enrico Micheli (55,5%)       | Stefano Neri (39,9%)        | Lucio Lunella (2,4%)             | Gino Iaculli (2,2%)   |                            |
| 7. Orvieto           | Katia Bellillo (54,4%)       | Alfredo Santi (41,5%)       |                                  |                       | Luca Coscioni (4,1%)       |

## Marche
| Collegio                    | Candidati                       | Candidati                    | Candidati                   | Candidati                       | Candidati                   | Candidati                                       | Candidati |
| Collegio                    | L'Ulivo                         | Casa delle Libertà           | Italia dei Valori           | Democrazia Europea              | Lista Emma Bonino           | Altri                                           |           |
| --------------------------- | ------------------------------- | ---------------------------- | --------------------------- | ------------------------------- | --------------------------- | ----------------------------------------------- | --------- |
| 1. Ascoli Piceno            | Orlando Ruggieri (45,0%)        | Giulio Conti (43,0%)         | Dante Merlonghi (3,6%)      | Gino Vallesi (5,4%)             | Massimo Pagnotta (2,3%)     |                                                 |           |
| 2. San Benedetto del Tronto | Paolo Perazzoli (45,0%)         | Gianluigi Scaltritti (46,0%) | Luigino Baiocco (4,4%)      | Traiano Ruffo Campanelli (2,6%) | Paolo Svampa (2,0%)         |                                                 |           |
| 3. Fermo                    | Ettore Fedeli (45,9%)           | Francesco Zama (46,3%)       | Flavio Ciucani (3,5%)       | Renzo Paccapelo (2,4%)          | Mirella Pignoloni (1,9%)    |                                                 |           |
| 4. Macerata                 | Valerio Calzolaio (47,9%)       | Mario Baldassarri (43,7%)    | Carlo Alberto Zenobi (3,2%) | Benedetto Ranieri (3,4%)        | Nazario Cesca (1,8%)        |                                                 |           |
| 5. Civitanova Marche        | Paola Mariani (47,3%)           | Maurizio Bertucci (46,2%)    | Maura Marini (4,2%)         |                                 | Remo Appignanesi (2,3%)     |                                                 |           |
| 6. Osimo                    | Luigi Giacco (50,4%)            | Fabrizio Grandinetti (43,0%) |                             | Fabio Montesi (4,2%)            | Stefano Mazzocchi (2,4%)    |                                                 |           |
| 7. Ancona                   | Eugenio Duca (55,1%)            | Carlo Ciccioli (36,4%)       | Pietro Bianchini (3,6%)     | Stefano Della Bella (2,5%)      | Gianni Manasca (2,4%)       |                                                 |           |
| 8. Jesi                     | Renato Galeazzi (57,0%)         | Pietro Camertoni (33,4%)     | Franco Galassi (4,0%)       | Francesco Ascioti (3,4%)        | Valter Mancini (2,2%)       |                                                 |           |
| 9. Senigallia               | Marco Lion (67,1%)              |                              |                             |                                 | Maurizio Moglianesi (12,0%) | Luciana Sbarbati (Repubblicani Europei) (20,9%) |           |
| 10. Pesaro                  | Renzo Lusetti (53,5%)           | Gilberto Gasperi (38,3%)     | Claudio Olmera (3,4%)       | Bruno Tarricone (2,0%)          | Laura Pistoni (2,8%)        |                                                 |           |
| 11. Urbino                  | Armando Cossutta (53,3%)        | Domenico Campogiani (38,8%)  | Massimo Cataldi (2,9%)      | Massimo Tonucci (2,8%)          | Loretta Del Tutto (2,2%)    |                                                 |           |
| 12. Fano                    | Pietro Natale Gasperoni (51,9%) | Giovanni Pierini (41,4%)     | Paolo Valentini (4,1%)      | Lucio Fattori (2,6%)            |                             |                                                 |           |

## Lazio 1
| Collegio                       | Candidati                      | Candidati                      | Candidati                          | Candidati                       | Candidati                      | Candidati                | Candidati                                          |
| Collegio                       | L'Ulivo                        | Casa delle Libertà             | Italia dei Valori                  | Democrazia Europea              | Lista Emma Bonino              | Fiamma Tricolore         | Altri                                              |
| ------------------------------ | ------------------------------ | ------------------------------ | ---------------------------------- | ------------------------------- | ------------------------------ | ------------------------ | -------------------------------------------------- |
| 1. Roma Centro                 | Giovanna Melandri (49,5%)      | Pierluigi Borghini (43,7%)     |                                    |                                 | Daniele Capezzone (6,8%)       |                          |                                                    |
| 2. Roma Trieste                | Victor Magiar (42,9%)          | Publio Fiori (49,1%)           | Pier Paolo Binel (2,5%)            |                                 | Gaetano Dentamaro (3,8%)       | Vincenzo Mancusi (1,7%)  |                                                    |
| 3. Roma Val Melaina            | Carla Rocchi (49,2%)           | Alfredo Antoniozzi (43,6%)     | Teresa Peperoni (3,9%)             |                                 | Paolo Santi (3,3%)             |                          |                                                    |
| 4. Roma Monte Sacro            | Franco Angioni (48,5%)         | Enzo Savarese (46,1%)          |                                    |                                 | Mariano Giustino (5,4%)        |                          |                                                    |
| 5. Roma Pietralata             | Gabriella Pistone (51,1%)      | Giacomo Leopardi (44,6%)       | Arturo Cardarelli (4,3%)           |                                 |                                |                          |                                                    |
| 6. Roma Prenestino-Labicano    | Francesco Rutelli (56,4%)      | Elio Vito (39,5%)              | Pietro Tagliatesta (4,1%)          |                                 |                                |                          |                                                    |
| 7. Roma Collatino              | Carlo Leoni (50,8%)            | Roberto Spano (41,9%)          | Maurizio Oliva (7,3%)              |                                 |                                |                          |                                                    |
| 8. Roma Torre Angela           | Massimo Pompili (47,0%)        | Paolo Ricciotti (48,5%)        | Antonio Grazioso (4,5%)            |                                 |                                |                          |                                                    |
| 9. Roma Prenestino-Centocelle  | Giorgio Pasetto (50,3%)        | Melania De Nichilo (42,5%)     | Giovanni Battista (3,7%)           | Claudio Cesare Scarsella (3,5%) |                                |                          |                                                    |
| 10. Roma Tuscolano             | Enzo Ceremigna (50,7%)         | Ferdinando Aiuti (45,3%)       | Fernando Balmas (4,0%)             |                                 |                                |                          |                                                    |
| 11. Roma Don Bosco             | Augusto Battaglia (52,9%)      | Francesco Tufarelli (42,1%)    | Elio Lannutti (5,0%)               |                                 |                                |                          |                                                    |
| 12. Roma - Ciampino            | Antonio Rugghia (49,8%)        | Adalberto Baldoni (45,8%)      |                                    |                                 | Alessandro Gerardi (4,4%)      |                          |                                                    |
| 13. Roma Appio-Latino          | Domenico Volpini (47,5%)       | Domenico Gramazio (46,0%)      | Roberto Conti (3,4%)               |                                 | Dimitri Buffa (3,1%)           |                          |                                                    |
| 14. Roma Ardeatino             | Marcella Lucidi (47,2%)        | Massimo Palombi (44,6%)        | Anna Maria Fioravanti (2,7%)       | Giovanni Mealli (2,6%)          | Leopoldo Machina Griffo (2,9%) |                          |                                                    |
| 15. Roma Ostiense              | Riccardo Milana (50,8%)        | Ignazio Abrignani (44,8%)      |                                    | Roberto Berrettoni (4,4%)       |                                |                          |                                                    |
| 16. Roma Lido di Ostia         | Carla Mazzuca (43,2%)          | Teodoro Buontempo (48,6%)      | Giuseppe Marcello Patricolo (4,2%) |                                 | Fabio Galiani (4,0%)           |                          |                                                    |
| 17. Roma - Fiumicino           | Giulio Carandini (42,0%)       | Mario Baccini (50,0%)          | Italo Mazzei (3,6%)                |                                 | Marco Pannella (4,4%)          |                          |                                                    |
| 18. Roma Portuense             | Olga Di Serio D'Antona (51,0%) | Francesco Valsecchi (41,6%)    | Alessandro Conti Messina (3,7%)    |                                 | Maura Bonifazi (3,7%)          |                          |                                                    |
| 19. Roma Zona Sub Gianicolense | Donato Mosella (51,4%)         | Fabio Rampelli (48,6%)         |                                    |                                 |                                |                          |                                                    |
| 20. Roma Gianicolense          | Walter Tocci (51,8%)           | Maurizio Scelli (43,5%)        |                                    |                                 | Patrizia Tosini (4,7%)         |                          |                                                    |
| 21. Roma Trionfale             | Giuliano Falcolini (46,2%)     | Gianni Alemanno (46,8%)        | Salvatore Mattiacci (4,0%)         |                                 | Marco Eramo (3,0%)             |                          |                                                    |
| 22. Roma Tomba di Nerone       | Paola Balducci (44,2%)         | Cesare Previti (50,7%)         |                                    |                                 | Matteo Di Nenno (5,1%)         |                          |                                                    |
| 23. Roma Primavalle            | Roberto Sciacca (50,1%)        | Antonio Mazzocchi (45,5%)      | Patrizia Levantino (4,4%)          |                                 |                                |                          |                                                    |
| 24. Roma Della Vittoria        | Augusto Fantozzi (43,9%)       | Gianfranco Fini (51,3%)        |                                    |                                 | Rita Bernardini (4,8%)         |                          |                                                    |
| 25. Civitavecchia              | Pietro Tidei (46,4%)           | Paolo Becchetti (44,7%)        | Clementina Iazzetta (2,0%)         | Andrea Di Battista (1,8%)       | Orlando Gobbi (1,9%)           | Marco Costanzi (2,1%)    | Federico Raciosi (Fronte Sociale Nazionale) (1,1%) |
| 26. Monterotondo               | Stefano Paladini (46,8%)       | Pietro Testoni (49,4%)         |                                    |                                 | Guido Nunzi (3,8%)             |                          |                                                    |
| 27. Guidonia Montecelio        | Giuseppe Muratore (44,0%)      | Vittorio Messa (49,2%)         | Gennaro Baccile (3,8%)             | Roberto Nucci (3,0%)            |                                |                          |                                                    |
| 28. Tivoli                     | Fabio Ciani (45,7%)            | Livio Proietti (45,0%)         | Maddalena Di Lorenzi (5,4%)        | Daniela De Cellis (3,9%)        |                                |                          |                                                    |
| 29. Colleferro                 | Luca Danese (46,2%)            | Angelo Santori (46,5%)         | Tommaso Antonazzo (2,9%)           | Carlo Felici (4,4%)             |                                |                          |                                                    |
| 30. Marino                     | Vincenzo Vita (45,6%)          | Mario Masini (46,5%)           | Pierferdinando Olivetti (2,9%)     | Leo Pieretti (2,3%)             | Rita Campi (2,7%)              |                          |                                                    |
| 31. Velletri                   | Domenico Giraldi (46,3%)       | Mario Pepe (46,5%)             | Corrado Lampe (2,4%)               | Prospero Peretti (2,4%)         | Paola Picca (2,4%)             |                          |                                                    |
| 32. Pomezia                    | Angelo Capriotti (36,3%)       | Pier Ferdinando Casini (54,5%) | Nicola Scoccia (2,7%)              | Paolo Rufini (3,6%)             |                                | Pietro Cappellari (2,9%) |                                                    |

## Lazio 2
| 1. Viterbo    | Giuseppe Fioroni (41,6%)    | Marcello Meroi (50,4%)          | Vittorio Di Battista (2,7%) | Goffredo Taborra (2,9%)         | Giulio Feliziani (2,4%)       |
| 2. Tarquinia  | Regino Brachetti (42,3%)    | Rodolfo Gigli (49,9%)           | Elisabetta Lupetti (2,7%)   | Salvatore Geraldi (2,9%)        | Luciano Segatori (2,2%)       |
| 3. Rieti      | Pietro Carotti (42,9%)      | Guglielmo Rositani (49,5%)      | Alberto De Sanctis (4,2%)   | Giorgio Minlucchi (2,0%)        |                               |
| 4. Frosinone  | Danilo Campanari (40,9%)    | Benito Savo (51,3%)             | Ennio Cialone (2,9%)        | Angelo Palazzo (2,9%)           |                               |
| 5. Alatri     | Lino Diana (40,6%)          | Italico Perlini (48,9%)         | Ferdinando Popoli (3,2%)    | Pier Ludovico Rassa (6,0%)      | Giorgio Capaldi (1,7%)        |
| 6. Sora       | Cesidio Casinelli (40,1%)   | Flavio Tanzilli (48,2%)         | Italo Caira (3,6%)          | Mario Ferazzoli (8,1%)          |                               |
| 7. Cassino    | Lucio Testa (40,1%)         | Giulio La Starza (48,1%)        | Arturo Gnesi (4,8%)         | Giuseppe Tedesco (7,0%)         |                               |
| 8. Latina     | Luigi Di Mambro (27,6%)     | Vincenzo Zaccheo (61,9%)        | Giovanni Scorziello (3,0%)  | Maurizio Galardo (4,6%)         | Marco Ulgiati (2,9%)          |
| 9. Aprilia    | Francesco Passuello (40,0%) | Riccardo Ricciuti (51,8%)       | Antonio Turri (2,7%)        | Ezio Bonanni (3,1%)             | Daniele Mauchelli (2,4%)      |
| 10. Terracina | Salvatore Nallo (30,5%)     | Maria Burani Procaccini (59,1%) | Mario Di Norcia (2,6%)      | Maria Antonietta Cestini (5,8%) | Marco Battistini Ulivi (2,0%) |
| 11. Formia    | Sandro Bartolomeo (39,1%)   | Gianfranco Conte (51,7%)        | Giuseppina Schettino (5,3%) | Giuseppe Romano (3,9%)          |                               |

## Abruzzo
| Collegio         | Candidati                       | Candidati                     | Candidati                    | Candidati                     | Candidati                 | Candidati                   | Candidati |
| Collegio         | L'Ulivo                         | Casa delle Libertà            | Italia dei Valori            | Democrazia Europea            | Lista Emma Bonino         | Fronte Sociale Nazionale    |           |
| ---------------- | ------------------------------- | ----------------------------- | ---------------------------- | ----------------------------- | ------------------------- | --------------------------- | --------- |
| 1. L'Aquila      | Massimo Cialente (45,7%)        | Gianfranco Giuliante (43,1%)  | Maria Fioravanti (4,0%)      | Mahmoud Srour (3,5%)          | Stefano Frapiccini (1,6%) | Lorenzo Maurizi (2,1%)      |           |
| 2. Avezzano      | Domenico Parise (37,0%)         | Rodolfo De Laurentiis (50,8%) | Mario Di Domenico (4,8%)     | Ferdinando Margutti (5,2%)    |                           | Elisabetta Di Luca (2,2%)   |           |
| 3. Sulmona       | Carmine Ciofani (40,2%)         | Sabatino Aracu (45,4%)        | Giancarlo Santilli (5,3%)    | Giovanni Ruscitti (6,8%)      |                           | Rocco Tarone (2,3%)         |           |
| 4. Teramo        | Vincenzo Cerulli Irelli (43,7%) | Carla Castellani (47,6%)      | Fidalma Gualdambrini (3,1%)  | Serafino Pulcini (3,6%)       | Orazio Papini (2,0%)      |                             |           |
| 5. Giulianova    | Nicola Crisci (46,0%)           | Maurizio Lupini (42,8%)       | Marcello Melluzzi (4,2%)     | Mario Capece (2,1%)           | Rita Ramacciani (2,1%)    | Paolo Di Cristofaro (2,8%)  |           |
| 6. Chieti        | Francesco Ricci (38,7%)         | Giovanni Dell'Elce (48,8%)    | Valerio Cesarini (5,3%)      | Carlo De Felice (4,5%)        |                           | Massimo Piciecchio (2,7%)   |           |
| 7. Lanciano      | Luigi Borrelli (45,1%)          | Anna Nenna D'Antonio (41,6%)  | Raffaele La Morgia (8,0%)    | Giovanni Polidoro (5,3%)      |                           |                             |           |
| 8. Ortona        | Giuseppe Albertini (47,1%)      | Aldo Canosa (43,6%)           | William De Palma (6,2%)      | Francesco Giunta (3,1%)       |                           |                             |           |
| 9. Vasto         | Arnaldo Mariotti (48,2%)        | Nicola Carlesi (42,3%)        | Giuseppe Di Francesco (9,5%) |                               |                           |                             |           |
| 10. Pescara      | Armando Mancini (42,0%)         | Nino Sospiri (46,3%)          | Donato Manni (4,5%)          | Agostino Di Bartolomeo (3,3%) | Carmelo Patricelli (2,1%) | Antonio Torrieri (1,8%)     |           |
| 11. Montesilvano | Franco Marini (44,9%)           | Raffaele Di Giovanni (44,3%)  | Mario Liani (4,5%)           | Mario Di Giovanni (1,9%)      | Adriano D'Anselmo (2,1%)  | Gilberto Boncompagni (2,3%) |           |

## Molise
| 1. Isernia    | Ettore Di Domenico (27,4%) | Eugenio Riccio (35,6%)       | Massimo De Tollis (7,2%)  | Aldo Patricello (27,6%) |                           | Pierfrancesco Di Salvo (2,2%) |
| 2. Campobasso | Roberto Ruta (45,7%)       | Riccardo Tamburro (36,0%)    | Gaetano Di Niro (9,6%)    | Adelmo De Nardo (5,2%)  | Giuseppe D'Avanrti (1,6%) | Saturnino Carrozzelli (1,9%)  |
| 3. Termoli    | Luigi Occhionero (34,6%)   | Remo Di Giandomenico (35,8%) | Antonio Di Pietro (27,1%) | Aldo Romagnuolo (2,5%)  |                           |                               |

## Campania 1
| 1. Napoli - Ischia          | Giuseppe Gaudioso (42,4%)       | Alessandra Mussolini (50,2%)  | Giovanni Sica (3,0%)       |                             | Fabrizio Starace (2,5%)      | Francesco Curcio (1,9%)          |
| 2. Napoli Vomero            | Vincenzo Siniscalchi (47,2%)    | Gennaro Sangiuliano (45,5%)   | Liliana Talarico (3,1%)    |                             | Ernesto Caccavale (2,8%)     | Anna De Masi Scognamiglio (1,4%) |
| 3. Napoli Fuorigrotta       | Gerardo Bianco (54,3%)          | Elio Bellecca (38,3%)         | Mario Aita (4,5%)          |                             | Paolo Prete (2,9%)           |                                  |
| 4. Napoli Pianura           | Riccardo Marone (44,6%)         | Nicola Rivelli (43,8%)        | Arnaldo Balassi (4,1%)     | Carlo Polverino (5,0%)      | Ciro Scognamiglio (2,5%)     |                                  |
| 5. Napoli Arenella          | Alfonso Pecoraro Scanio (52,9%) | Ciro Marotta (39,3%)          | Edoardo Di Luggo (3,6%)    |                             | Giuseppe Nardini (2,5%)      | Ciro Bruno (1,7%)                |
| 6. Napoli San Lorenzo       | Vincenzo Sica (44,3%)           | Mario Cicala (48,1%)          | Giuseppe Salvati (4,4%)    |                             |                              | Raffaele Bruno (3,2%)            |
| 7. Napoli San Carlo Arena   | Riccardo Di Palma (43,1%)       | Sergio Iannuccilli (46,5%)    | Laura Melillo (3,1%)       | Giuseppe Viviani (2,9%)     | Antonello Torchia (2,3%)     | Sergio Simpatico (2,1%)          |
| 8. Napoli Secondigliano     | Uberto Siola (43,9%)            | Marcello Taglialatela (46,9%) | Roberto Vallefuoco (4,5%)  | Elio Pacifico (4,7%)        |                              |                                  |
| 9. Napoli Ponticelli        | Roberto Barbieri (54,5%)        | Aldo Perrotta (35,3%)         | Rocco Terrano (3,8%)       | Raffaele Palmese (3,7%)     | Rodolfo Viviani (2,7%)       |                                  |
| 10. Pozzuoli                | Giuseppe Gambale (47,1%)        | Ermanno Cossiga (44,0%)       | Sergio Russo (4,3%)        |                             | Fulvio Di Dio (2,3%)         | Salvatore Di Matteo (2,3%)       |
| 11. Giugliano in Campania   | Felice Iossa (35,7%)            | Antonio Russo (50,8%)         | Alfiero Castrese (4,2%)    | Domenico Pirozzi (5,2%)     | Carlo Castrogiovanni (1,8%)  | Tiberio Sette (2,3%)             |
| 12. Marano di Napoli        | Angelo Cirasa (32,4%)           | Ciro Alfano (40,6%)           | Pasquale Bove (11,6%)      | Pasquale Gaudiano (12,7%)   |                              | Vittorio Trupiano (2,7%)         |
| 13. Arzano                  | Valeria Albanese Argia (42,0%)  | Luigi Cesaro (51,5%)          | Antimo Mucci (2,8%)        | Pasquale Ferraiuolo (2,2%)  | Vincenzo D'Alessandro (1,5%) |                                  |
| 14. Casoria                 | Salvatore Piccolo (42,0%)       | Antonio Pezzella (44,1%)      | Carmine Amato (3,1%)       | Salvatore Graziano (7,5%)   | Cosimo Andretta (1,7%)       | Arturo Guerra (1,6%)             |
| 15. Afragola                | Domenico Tuccillo (43,7%)       | Giuseppina Castiello (39,2%)  | Gabriele Iapietra (3,0%)   | Antonio Saliano (10,6%)     | Paolo Sibilo (1,9%)          | Renato Di Gennaro (1,6%)         |
| 16. Acerra                  | Michele Giardiello (40,8%)      | Antonio Capuano (45,4%)       |                            | Vincenzo Cennamo (5,2%)     | Maria Montone (1,8%)         |                                  |
| 17. Pomigliano d'Arco       | Riccardo Villari (41,1%)        | Nunzio Testa (39,7%)          | Saverio Romano (2,5%)      | Carmine Nocerino (15,1%)    | Alfredo Cascone (1,6%)       |                                  |
| 18. Nola                    | Francesco Manganelli (35,0%)    | Paolo Russo (52,9%)           | Raffaele Napolitano (2,9%) | Salvatore Napolitano (6,2%) | Carlo La Pegna (1,3%)        | Francesco Niola (1,7%)           |
| 19. San Giuseppe Vesuviano  | Francesco Duraccio (30,9%)      | Sergio Cola (55,2%)           | Antonio Caliendo (4,1%)    | Valter Ferrara (9,8%)       |                              |                                  |
| 20. Torre Annunziata        | Gianfranco Nappi (46,1%)        | Ciro Falanga (48,4%)          | Pasquale D'Amelio (5,4%)   |                             |                              |                                  |
| 21. Castellammare di Stabia | Salvatore Vozza (39,3%)         | Gioacchino Alfano (40,3%)     | Paolo D'Apuzzo (4,0%)      | Catello Cascone (13,3%)     | Nunzio Molino (1,3%)         | Mario D'Antuono (1,8%)           |
| 22. Gragnano                | Ferdinando Pinto (38,5%)        | Alfredo Vito (42,6%)          | Alfredo Sguanci (5,6%)     | Giuliano D'Auria (9,6%)     | Giuliano Esposito (1,8%)     | Enrico Solimeo (1,9%)            |
| 23. Torre del Greco         | Raffaele Cananzi (43,4%)        | Ciro Borriello (46,1%)        | Gerardo Guida (4,3%)       | Giovanni Smimmero (3,6%)    | Romania Stilo (1,8%)         |                                  |
| 24. Portici                 | Giuseppe Petrella (56,3%)       | Maurizio Carraro (34,9%)      | Claudio Politelli (3,8%)   | Renato Caramiello (2,6%)    | Domenico Nicodemo (2,2%)     | Rocco Stella (2,3%)              |
| 25. San Giorgio a Cremano   | Aldo Cennamo (49,1%)            | Pietro Maisto (42,5%)         | Gennaro Paterniti (3,7%)   | Mario Montella (4,7%)       |                              |                                  |

## Campania 2
| Collegio                           | Candidati                        | Candidati                    | Candidati                      | Candidati                   | Candidati                | Candidati                     | Candidati                  | Candidati                                    |
| Collegio                           | L'Ulivo                          | Casa delle Libertà           | Italia dei Valori              | Democrazia Europea          | Lista Emma Bonino        | Fiamma Tricolore              | Movimento delle Libertà    | Altri                                        |
| ---------------------------------- | -------------------------------- | ---------------------------- | ------------------------------ | --------------------------- | ------------------------ | ----------------------------- | -------------------------- | -------------------------------------------- |
| 1. Caserta                         | Alessandro De Franciscis (44,5%) | Nicolò Cuscunà (39,4%)       | Antonio Malorni (2,9%)         | Antonio Acconcia (8,5%)     | Giuseppe Cirillo (3,1%)  | Maddalena Tartaglione (1,6%)  |                            |                                              |
| 2. Maddaloni                       | Pietro Squeglia (41,6%)          | Gianfranco Vestuto (25,5%)   | Alessandro Grauso (3,0%)       | Antonio De Angelis (17,5%)  | Mauro Montano (1,8%)     |                               | Carlo Piscitelli (10,6%)   |                                              |
| 3. Aversa                          | Raffaele Ferrara (38,3%)         | Paolo Santulli (42,0%)       | Luigi Cangiano (2,4%)          | Tommaso Camparone (5,9%)    |                          |                               |                            | Mario Gatto (Socialisti Autonomisti) (11,4%) |
| 4. Casal di Principe               | Luigi Bocchino (41,8%)           | Gennaro Coronella (47,7%)    | Antonio Graziano (3,1%)        | Nicola Turco (7,4%)         |                          |                               |                            |                                              |
| 5. Santa Maria Capua Vetere        | Nicola Mirra (38,8%)             | Francesco Maione (47,0%)     | Pietro Sorbo (3,5%)            | Michele Spina (6,8%)        |                          | Giovanni Di Benedetto (2,4%)  | Mario Palazzo (1,5%)       |                                              |
| 6. Sessa Aurunca                   | Michele Zannini (36,9%)          | Mario Landolfi (51,3%)       | Emilia Vigilante (3,2%)        | Ciro Balbo (6,0%)           |                          | Giuseppe Paparelli (2,6%)     |                            |                                              |
| 7. Capua                           | Sandra Lonardo Mastella (39,8%)  | Lorenzo Montecuollo (46,1%)  | Angelo Altieri (3,6%)          | Michele Santoro (7,2%)      |                          | Lorenzo Bimello (2,4%)        | Ferdinando Giordano (0,9%) |                                              |
| 8. Benevento                       | Aniello Cimitile (41,1%)         | Pasquale Viespoli (46,2%)    | Antonio Vassillo (5,3%)        | Giovanni Molinari (7,4%)    |                          |                               |                            |                                              |
| 9. Sant'Agata de' Goti             | Clemente Mastella (41,5%)        | Antonio Barbieri (46,9%)     | Emilio Parlapiano (5,5%)       | Salvatore Canelli (3,9%)    |                          | Maria Rosaria Perrotta (2,2%) |                            |                                              |
| 10. Ariano Irpino                  | Mario Pepe (37,8%)               | Erminia Mazzoni (38,9%)      | Angelo Cammarano (5,6%)        | Ortensio Zecchino (17,7%)   |                          |                               |                            |                                              |
| 11. Avellino                       | Antonio Maccanico (45,9%)        | Giuseppe Gargani (40,2%)     | Barbara Cucciniello (4,0%)     | Aldo Nargi (7,4%)           |                          | Arcangelo Bellino (2,5%)      |                            |                                              |
| 12. Atripalda                      | Alberta De Simone (44,6%)        | Arturo Iannaccone (41,9%)    | Anna Colucci (3,7%)            | Aldo Cipolletta (7,2%)      |                          | Michele Giarletta (2,6%)      |                            |                                              |
| 13. Mirabella Eclano               | Ciriaco De Mita (55,1%)          | Ferdinando Schettino (33,0%) | Marco D'Acunto (4,4%)          | Antonio Finno (7,5%)        |                          |                               |                            |                                              |
| 14. Salerno Centro                 | Vincenzo De Luca (55,4%)         | Gaetano Colucci (36,1%)      | Agostino Apadula (1,7%)        | Antonio Battista (2,4%)     | Donato Salzano (1,6%)    | Mauro Grandinetti (1,6%)      | Vicente Barra (1,2%)       |                                              |
| 15. Salerno - Mercato San Severino | Tino Iannuzzi (45,2%)            | Antonio Marotta (42,9%)      | Alessandro D'Arco (3,3%)       | Alberto Vitolo (5,3%)       |                          |                               | Nicola Trotta (3,3%)       |                                              |
| 16. Cava de' Tirreni               | Andrea Annunziata (39,5%)        | Francesco Di Comite (38,7%)  | Maria Rosaria Attanasio (3,7%) | Giancarlo Acciarino (14,2%) | Rita Gambardella (1,7%)  |                               | Armando Scrima (2,2%)      |                                              |
| 17. Scafati                        | Luigi Nocera (35,7%)             | Guido Milanese (48,0%)       | Giovanni Aliquò (2,1%)         | Angelo Grillo (9,4%)        | Francesco Belcore (1,4%) | Mariano Falcone (2,1%)        | Federico Carrieri (1,2%)   |                                              |
| 18. Nocera Inferiore               | Vincenzo Casalino (37,7%)        | Edmondo Cirielli (40,9%)     | Domenico Cassano (4,9%)        | Luigi Cremone (12,7%)       | Maurizio Provenza (1,6%) | Ciro Ruggiero (2,2%)          |                            |                                              |
| 19. Battipaglia                    | Gianni Mattioli (36,6%)          | Vincenzo Fasano (46,5%)      | Gennaro Persico (3,3%)         | Renato Santese (8,3%)       |                          | Mario Pucciarelli (2,3%)      | Gabriele Cavallaro (3,0%)  |                                              |
| 20. Eboli                          | Isaia Sales (33,9%)              | Franco Cardiello (43,9%)     | Paola De Rosa (2,6%)           | Paolo Serra (6,3%)          |                          |                               | Carmelo Conte (13,3%)      |                                              |
| 21. Sala Consilina                 | Gennaro Mucciolo (37,9%)         | Francesco Brusco (45,1%)     | Luigi Conte (4,1%)             | Giuseppe Colucci (11,3%)    | Piero Del Bagno (1,6%)   |                               |                            |                                              |
| 22. Vallo della Lucania            | Andrea De Simone (39,9%)         | Antonio Oricchio (48,7%)     | Roberto De Luca (2,2%)         | Ugo Valiante (7,9%)         | Michele Capano (1,3%)    |                               |                            |                                              |

## Puglia
| Collegio                           | Candidati                   | Candidati                          | Candidati                     | Candidati                          | Candidati                   | Candidati                   | Candidati                 | Candidati                  | Candidati |
| Collegio                           | L'Ulivo                     | Casa delle Libertà                 | Italia dei Valori             | Democrazia Europea                 | Lista Emma Bonino           | Fiamma Tricolore            | Lega d'Azione Meridionale | Popolari Europei           |           |
| ---------------------------------- | --------------------------- | ---------------------------------- | ----------------------------- | ---------------------------------- | --------------------------- | --------------------------- | ------------------------- | -------------------------- | --------- |
| 1. San Severo                      | Francesco Parisi (43,1%)    | Vincenzo Canelli (44,4%)           | Lucio Monteleone (4,1%)       | Roberto Fanelli (6,2%)             |                             | Valeriano Piscino (2,2%)    |                           |                            |           |
| 2. San Giovanni Rotondo            | Michelantonio Fania (33,2%) | Domenicantonio Spina Diana (34,3%) | Pietro Volpe (6,9%)           | Matteo Cannarozzi De Grazia (5,8%) | Michele Notarangelo (1,2%)  | Giovanni Steduto (2,3%)     |                           | Nicandro Marinacci (16,3%) |           |
| 3. Foggia - Lucera                 | Raffaele Di Gioia (41,2%)   | Federico Suppa (40,3%)             | Francesco Caporicci (4,8%)    | Raffaele Di Ianni (11,5%)          |                             | Pasquale Ricci (2,2%)       |                           |                            |           |
| 4. Foggia Centro                   | Michele Ricci (37,8%)       | Antonio Pepe (47,7%)               | Rosaria Di Cesare (5,4%)      | Ferdinando Frattulino (5,4%)       | Antonio Trisciuoglio (1,7%) | Anna Maria Longo (2,0%)     |                           |                            |           |
| 5. Cerignola                       | Francesco Bonito (46,0%)    | Salvatore Tatarella (45,0%)        | Luigi Zelano (2,9%)           | Pasquale Monopoli (3,0%)           | Filippo Longo (1,4%)        | Mauro Sportelli (1,7%)      |                           |                            |           |
| 6. Manfredonia                     | Pietro Folena (49,4%)       | Antonio Leone (44,4%)              | Michele Simone (3,8%)         | Giuseppe Romano (1,6%)             | Giuseppe Tomaiuolo (0,8%)   |                             |                           |                            |           |
| 7. Lecce                           | Cosimo Casilli (40,9%)      | Ugo Lisi (49,5%)                   | Maria Mastrogiuseppe (2,5%)   | Antonio Carlà (3,7%)               | Sergio D'Elia (1,8%)        | Marco Palmieri (1,6%)       |                           |                            |           |
| 8. Squinzano                       | Giuseppe Taurino (43,2%)    | Achille Vigliani Miglietta (49,5%) | Franco Carignani (2,6%)       | Corrado Vergari (2,9%)             |                             | Folco Gregoriadis (1,8%)    |                           |                            |           |
| 9. Tricase                         | Luigi Pepe (44,1%)          | Cosimo Gallo (42,9%)               | Francesco Leopizzi (4,1%)     | Cesare Lia (7,0%)                  |                             | Maurizio Gassi (1,9%)       |                           |                            |           |
| 10. Maglie                         | Luigi De Luca (38,8%)       | Luigi Lazzari (50,9%)              | Vincenzo Puzzovio (2,6%)      | Carlo Scarpello (4,2%)             | Adarita D'Elia (1,5%)       | Cosimo Cartelli (2,0%)      |                           |                            |           |
| 11. Casarano                       | Massimo D'Alema (51,5%)     | Alfredo Mantovano (45,4%)          | Pantaleo Gianfreda (1,1%)     |                                    | Roberto Mancuso (0,8%)      | Leonardo Tunno (1,2%)       |                           |                            |           |
| 12. Nardò                          | Rocco Maggi (37,4%)         | Gregorio Dell'Anna (51,5%)         | Lucio Maiorano (4,1%)         | Elio Spagnolo (3,6%)               | Salvatore Antonaci (1,3%)   | Claudio Penza (2,1%)        |                           |                            |           |
| 13. Galatina                       | Antonio Rotundo (47,2%)     | Vito Aloisi (37,2%)                | Pierpaolo Lanciano (3,6%)     | Giovanni Sabato (7,8%)             | Anna Iavarone (1,8%)        | Augusto De Matteis (2,4%)   |                           |                            |           |
| 14. Taranto Solito Corvisea        | Vittorio Angelici (40,6%)   | Michele Tucci (42,5%)              | Ida Morales (2,7%)            | Raffaele Brunetti (2,3%)           | Gianfranco Mele (1,5%)      | Angelo Petruzzi (1,4%)      | Loredana Nobile (9,0%)    |                            |           |
| 15. Taranto Italia - Monte Granaro | Massimo Ostillio (40,0%)    | Cosimo D'Antona (38,6%)            | Nicola Russo (2,4%)           | Annamaria La Cava (2,4%)           | Massimo Mancini (1,6%)      | Pierdaniele Friscira (1,1%) | Giancarlo Cito (13,9%)    |                            |           |
| 16. Manduria                       | Ugo Malagnino (35,7%)       | Giuseppe Tarantino (52,7%)         | Pietro Brunetti (3,5%)        | Lorenzo De Carlo (4,1%)            | Francesco Andrisano (1,2%)  | Giuseppe Margheriti (1,8%)  | Arcangela Sasso (1,0%)    |                            |           |
| 17. Martina Franca                 | Martino Marmotta (40,3%)    | Giuseppe Lezza (50,2%)             | Valter Pesce (4,0%)           | Leonardo D'Arcangelo (3,5%)        |                             |                             | Mario Cito (2,0%)         |                            |           |
| 18. Massafra                       | Paolo Rubino (35,4%)        | Carmine Santo Patarino (41,8%)     | Cosimo Spirito (5,3%)         | Giuseppe Cofano (16,4%)            |                             |                             | Antonella Cito (1,1%)     |                            |           |
| 19. Bari San Paolo - Stanic        | Cristofaro Perilli (34,8%)  | Antonio Lorusso (44,1%)            | Saverio Antonacci (3,8%)      | Alessandro Saracino (15,1%)        |                             | Giuseppe Picaro (2,2%)      |                           |                            |           |
| 20. Bari Libertà - Marconi         | Vito Nanna (39,9%)          | Aurelio Gironda Veraldi (50,2%)    | Giovanni Giuliano (4,2%)      | Michele Bellomo (3,3%)             |                             | Antonio Savino (2,4%)       |                           |                            |           |
| 21. Bari - Mola di Bari            | Vito Leccese (42,3%)        | Marco Follini (47,6%)              | Giuseppe Loporchio (4,1%)     | Vincenzo Notarnicola (3,9%)        |                             | Paolo Scagliarini (2,1%)    |                           |                            |           |
| 22. Barletta                       | Nicola Rossi (43,3%)        | Savino Sguerra (40,1%)             | Andrea Antonio (3,4%)         | Raffaele Grimaldi (10,6%)          |                             | Francesco Barracchia (2,6%) |                           |                            |           |
| 23. Andria                         | Giannicola Sinisi (47,0%)   | Benedetto Fucci (46,5%)            | Leonardo Apruzzese (2,9%)     | Francesco Inchignolo (3,6%)        |                             |                             |                           |                            |           |
| 24. Trani                          | Umberto Cormio (41,6%)      | Gabriella Carlucci (44,3%)         | Domenico Briguglio (7,7%)     | Giuseppe Summo (4,1%)              |                             | Mario Savona (2,3%)         |                           |                            |           |
| 25. Molfetta                       | Rosanna Moroni (34,8%)      | Francesco Maria Amoruso (51,8%)    | Nicola Ambrosino (4,2%)       | Pasquale Di Gioia (7,4%)           | Michele Pascarella (1,8%)   |                             |                           |                            |           |
| 26. Bitonto                        | Giuseppe Rossiello (44,2%)  | Rosario Polizzi (43,4%)            | Leonardo Di Ciolla (3,6%)     | Michele Labianca (5,6%)            |                             | Michele Losito (3,2%)       |                           |                            |           |
| 27. Altamura                       | Donato Piglionica (46,3%)   | Girolamo Pugliese (34,7%)          | Francesco Labarile (3,1%)     | Pietro Di Battista (15,9%)         |                             |                             |                           |                            |           |
| 28. Modugno                        | Augusto Bellino (39,1%)     | Giovanni Mongiello (46,4%)         | Girolamo Paparella (5,2%)     | Stella Sanseverino (9,3%)          |                             |                             |                           |                            |           |
| 29. Triggiano                      | Giuseppina Servodio (37,8%) | Carmine Degennaro (40,7%)          | Pietro Caroli (3,8%)          | Vincenzo Lombardi (14,7%)          |                             | Giuseppe Chiechi (3,0%)     |                           |                            |           |
| 30. Putignano                      | Nicola Fusillo (42,8%)      | Giuseppe Gallo (46,6%)             | Donato Aquilino (4,6%)        | Francesco Casillo (3,2%)           | Camillo Colapinto (2,8%)    |                             |                           |                            |           |
| 31. Monopoli                       | Angelo Panarese (32,3%)     | Donato Bruno (47,3%)               | Antonio Di Bello (7,4%)       | Franco Mastro (9,1%)               |                             | Gaetano Catalano (1,9%)     |                           | Angelo Salamino (2,0%)     |           |
| 32. Brindisi                       | Giovanni Carbonella (45,9%) | Valentino Manzoni (42,2%)          | Antonio Leonardo Rizzo (3,4%) | Luigi De Michele (4,1%)            | Nicola Saponaro (1,8%)      |                             |                           | Biagio Pascale (2,8%)      |           |
| 33. Mesagne                        | Cosimo Faggiano (47,0%)     | Luciano Sardelli (47,2%)           | Gabriele Parabita (3,2%)      | Francesco Manzo (2,6%)             |                             |                             |                           |                            |           |
| 34. Francavilla Fontana            | Carlo Tatarano (40,0%)      | Luigi Vitali (49,5%)               | Giovanna De Vita (3,6%)       | Crocefisso Attanasi (4,2%)         |                             | Emanuele Marzio (2,7%)      |                           |                            |           |

## Basilicata
| 1. Potenza  | Giuseppe Molinari (49,0%) | Filippo Margiotta (35,2%) | Pierluigi Cammarota (4,8%) | Angelo Raffaele Dinardo (8,9%) | Maria Antonietta Ciminelli (2,1%) |                           |
| 2. Melfi    | Mario Lettieri (51,2%)    | Nicola Pagliuca (35,5%)   | Sergio Manieri (4,2%)      | Tommaso Bufano (6,9%)          |                                   | Benito Recine (2,2%)      |
| 3. Matera   | Salvatore Adduce (47,3%)  | Saverio D'Amelio (38,6%)  | Antonio Giordano (5,6%)    | Raffaello De Ruggieri (6,7%)   | Pasquale Colella (1,8%)           |                           |
| 4. Pisticci | Antonio Potenza (42,5%)   | Antonio Di Sanza (37,6%)  | Mario Lo Duca (4,4%)       | Giuseppe Santarcangelo (13,1%) |                                   | Mario Marciulliano (2,4%) |
| 5. Lauria   | Antonio Luongo (46,7%)    | Antonio Vozzi (34,8%)     | Nunziante Capaldo (5,7%)   | Nicola Pisano (10,9%)          | Maurizio Bolognetti (1,9%)        |                           |

## Calabria
| 1. Paola                                 | Mario Pirillo (39,6%)              | Jole Santelli (47,6%)      | Domenico Bruni (3,3%)       | Pier Luigi Misasi (7,5%)    | Marco Marchese (2,0%)       |                           |
| 2. Castrovillari                         | Domenico Pappaterra (47,2%)        | Paolo Naccarato (43,1%)    | Pasquale Salvatore (4,0%)   | Ezio Capizzano (3,9%)       | Michele Turano (1,8%)       |                           |
| 3. Corigliano Calabro                    | Franco Pacenza (45,8%)             | Giuseppe Geraci (46,4%)    | Giovanni Iacobini (4,2%)    | Emanuele Monte (3,6%)       |                             |                           |
| 4. Rossano                               | Gerardo Mario Oliverio (43,2%)     | Cataldo Russo (30,1%)      | Ignazio Sabatini (5,2%)     | Giovanni Zagarese (17,2%)   | Raffaele Fortino (1,4%)     | Maurizio Mazza (3,0%)     |
| 5. Rende                                 | Giuseppe Camo (43,8%)              | Francesco Covello (43,3%)  | Pasquale De Vita (3,7%)     | Maurizio Baldino (3,6%)     | Francesco Corbelli (3,5%)   | Pietro Caldarulo (2,1%)   |
| 6. Cosenza                               | Paolo Palma (41,8%)                | Roberto Caruso (46,7%)     | Beniamino Donnici (3,7%)    | Fortunato Deni (3,7%)       | Antonio Marzano (2,0%)      | Mario Gresia (2,1%)       |
| 7. Lamezia Terme                         | Doris Lo Moro (41,7%)              | Giuseppe Galati (50,7%)    | Paolo Volta (2,7%)          | Vincenzo Battaglia (3,5%)   | Massimiliano Natale (1,4%)  |                           |
| 8. Catanzaro                             | Rosario Olivo (39,2%)              | Mario Tassone (45,0%)      | Lino Polimeni (8,0%)        | Lanfranco Calderazzo (5,9%) | Vito Destito (1,9%)         |                           |
| 9. Isola di Capo Rizzuto                 | Agazio Loiero (50,1%)              | Elio Colosimo (41,4%)      | Osvaldo Frangipane (3,9%)   | Francesco Brugnano (4,6%)   |                             |                           |
| 10. Crotone                              | Rocco Gaetani (40,9%)              | Dorina Bianchi (41,1%)     | Riccardo Schipani (7,5%)    | Natale Carvello (6,8%)      | Domenico Capoano (3,7%)     |                           |
| 11. Vibo Valentia                        | Domenico Romano Carratelli (41,7%) | Michele Ranieli (41,8%)    | Salvatore Restuccia (3,0%)  | Antonino Murmura (9,5%)     | Michele Pansa (1,6%)        | Salvatore Vanacore (2,4%) |
| 12. Soverato                             | Giuseppe Soriero (43,4%)           | Giancarlo Pittelli (47,4%) | Nadia Landi (2,8%)          | Roberto Scaramuzzino (4,2%) |                             | Eugenio Fristachi (2,2%)  |
| 13. Siderno                              | Domenico Bova (41,3%)              | Domenico Cartolano (40,1%) | Giuseppe Ursino (3,4%)      | Francesco Candia (8,4%)     |                             | Antonio Ferreri (6,8%)    |
| 14. Locri                                | Luigi Meduri (44,2%)               | Paolo Arillotta (38,5%)    | Francesco Stellitano (3,0%) | Francesco Schirripa (12,9%) | Maria Teresa Marzano (1,4%) |                           |
| 15. Reggio Calabria Sbarre               | Pietro Morabito (35,7%)            | Giuseppe Valentino (53,1%) | Mario Iacopino (2,9%)       | Mario Giovinazzo (3,7%)     | Francesco Murmura (1,7%)    | Giovanni Vacalebre (2,9%) |
| 16. Reggio Calabria - Villa San Giovanni | Marco Minniti (40,6%)              | Giuseppe Caminiti (48,9%)  | Antonino Moscato (2,1%)     | Giovanni Battista (4,9%)    | Giuseppe Matina (1,1%)      | Antonio Imbesi (2,4%)     |
| 17. Palmi                                | Bruno Morgante (29,6%)             | Angela Napoli (49,2%)      | Santo Bagalà (6,1%)         | Armando Veneto (15,1%)      |                             |                           |

## Sicilia 1
| 1. Trapani                 | Vito Galluffo (30,7%)            | Bobo Craxi (56,8%)               | Nicolò Castiglione (3,7%)  | Antonio De Santis (5,5%)      | Giacomo Augugliaro (3,3%)   |
| 2. Marsala                 | Salvatore Lombardo (40,3%)       | Massimo Grillo (54,0%)           | Gaspare Barbera (1,7%)     | Donatella Castoro (2,9%)      | Maria Bertolino (1,1%)      |
| 3. Mazara del Vallo        | Salvatore Giacalone (38,0%)      | Nicolò Cristaldi (44,4%)         | Nicolò Asaro (2,6%)        | Pino Giammarinaro (13,5%)     | Franco Candiloro (1,5%)     |
| 4. Alcamo                  | Massimo Ferrara (44,6%)          | Francesco Paolo Lucchese (46,4%) | Paolo Giordano (1,9%)      | Francesco Regina (6,0%)       | Vincenzo Virgilio (1,1%)    |
| 5. Cefalù                  | Vittorio La Placa (35,9%)        | Antonino Mormino (47,2%)         | Stefano Lupo (3,6%)        | Rosario Calotta (13,3%)       |                             |
| 6. Termini Imerese         | Giuseppe Lumia (36,4%)           | Nicolò Nicolosi (51,5%)          | Pietro Palmeri (2,0%)      | Filippo Cannella (8,5%)       | Fulvio Sinatra (1,6%)       |
| 7. Bagheria                | Stefano D'Anna (27,3%)           | Francesco Saverio Romano (60,7%) | Giuseppe Di Salvo (2,6%)   | Margherita Tomasello (7,2%)   | Salvatore Cardinale (2,2%)  |
| 8. Partinico               | Massimo Fundarò (28,2%)          | Silvio Liotta (57,7%)            | Salvatore Mannino (2,6%)   | Renato Albiero (9,4%)         | Antonio Mannino (2,1%)      |
| 9. Palermo - Capaci        | Pietro Puccio (30,3%)            | Antonino Lo Presti (52,5%)       | Giovanni Cerami (2,5%)     | Sergio D'Antoni (12,3%)       | Elisabetta Cicirello (2,4%) |
| 10. Palermo - Resuttana    | Esperia Ghezzi Ganazzoli (33,8%) | Enzo Fragalà (52,2%)             | Gaetano Dolce (2,8%)       | Linda Giacalone Biondo (8,3%) | Isabella Marzullo (2,9%)    |
| 11. Palermo - Zisa         | Benita Licata Callari (33,9%)    | Diego Cammarata (54,0%)          | Michele Fiore (3,7%)       | Maurizio Caruso (8,4%)        |                             |
| 12. Palermo - Libertà      | Giuseppe Bruno (40,2%)           | Filippo Mancuso (50,4%)          | Dario Anzalone (3,2%)      | Alfredo Salerno (6,2%)        |                             |
| 13. Palermo - Villagrazia  | Raffaele Loddo (34,7%)           | Gaspare Giudice (50,5%)          | Vincenzo Agostino (4,0%)   | Stefano Salvato (8,1%)        | Giovanni Mancuso (2,7%)     |
| 14. Palermo - Settecannoli | Maurizio Alesi (30,8%)           | Giuseppe Fallica (53,5%)         | Giuseppe Mistretta (3,2%)  | Ludovico Sposito (8,8%)       | Nunzio Trinca (3,7%)        |
| 15. Gela                   | Calogero Speziale (40,3%)        | Giacomo Ventura (45,9%)          | Carmelo Trainito (6,0%)    | Guido Cirignotta (7,8%)       |                             |
| 16. Caltanissetta          | Salvatore Cardinale (41,4%)      | Filippo Misuraca (53,3%)         |                            | Antonio Favata (5,3%)         |                             |
| 17. Licata                 | Vincenzo Pezzino (38,0%)         | Giuseppe Amato (49,3%)           | Giuseppe Provenzano (2,7%) | Giuseppe Morello (10,0%)      |                             |
| 18. Agrigento              | Alfonso Lo Zito (36,5%)          | Giuseppe Scalia (47,3%)          | Franco Samaritano (2,2%)   | Settimio Cantone (12,3%)      | Renato Gentile (1,7%)       |
| 19. Canicattì              | Giuseppe Scozzari (35,7%)        | Vincenzo Milioto (37,7%)         | Salvatore Petrotto (6,9%)  | Cataldo Manganaro (17,7%)     | Angelo Casà (2,0%)          |
| 20. Sciacca                | Antonino Mangiacavallo (33,9%)   | Giuseppe Marinello (42,5%)       | Ignazio Messina (6,7%)     | Enzo Lotà (16,9%)             |                             |

## Sicilia 2
| 1. Messina Centro Storico    | Francantonio Genovese (36,3%)     | Rocco Crimi (50,1%)                  | Francesca Di Prima (3,6%)   | Carmelo Lo Monte (7,3%)       | Filippo Cangemi (2,7%)   |                            |                                           |
| 2. Messina Mata e Grifone    | Nicola Bozzo (26,7%)              | Gianpiero D'Alia (61,3%)             | Giuseppe Currò (3,7%)       | Ignazio Barbieri (7,9%)       |                          |                            |                                           |
| 3. Taormina                  | Giuseppe Di Tommaso (31,7%)       | Francesco Stagno D'Alcontres (48,5%) | Angelo Di Bella (2,6%)      | Antonio Bartolotta (17,2%)    |                          |                            |                                           |
| 4. Milazzo                   | Angelo Amendolia (27,2%)          | Giuseppe Naro (56,4%)                | Giovanni Pergolizzi (4,1%)  | Francesco Di Pasquale (10,6%) |                          | Franco Adelia (1,7%)       |                                           |
| 5. Barcellona Pozzo di Gotto | Bartolo Cipriano (34,0%)          | Basilio Francesco Germanà (49,7%)    | Pietro Fazio (3,9%)         | Carmelo Santalco (12,4%)      |                          |                            |                                           |
| 6. Nicosia                   | Francesco Calanna (41,2%)         | Nuccio Carrara (46,5%)               | Aldo Maurella (2,7%)        | Alfredo Vicari (9,6%)         |                          |                            |                                           |
| 7. Enna                      | Gaetano Rabbito (41,3%)           | Ugo Grimaldi (44,2%)                 | Antonio Giuliana (4,5%)     | Lucia Giunta (8,7%)           |                          | Antonino Lo Giudice (1,3%) |                                           |
| 8. Paternò                   | Mauro Mangano (31,6%)             | Fabio Fatuzzo (50,0%)                | Michelangela Russo (4,1%)   | Alfio Papale (12,3%)          |                          | Francesco Palumbo (2,1%)   |                                           |
| 9. Giarre                    | Salvatore Barbagallo (31,0%)      | Ilario Floresta (56,3%)              | Francesco Belfiore (4,5%)   | Luigi Saitta (8,2%)           |                          |                            |                                           |
| 10. Acireale                 | Vittorio Cecchi Gori (23,5%)      | Basilio Catanoso (63,3%)             | Agata Tempesta (3,6%)       | Gaetano Cundari (7,3%)        | Guglielmo Teri (2,3%)    |                            |                                           |
| 11. Gravina di Catania       | Salvatore Ardizzone (29,1%)       | Enzo Trantino (60,0%)                | Silvestro Di Napoli (4,0%)  | Massimo Sapienza (3,0%)       | Giovanni Crispino (2,7%) |                            |                                           |
| 12. Catania Picanello        | Enzo Bianco (42,6%)               | Giuseppe Palumbo (54,5%)             | Anna Maria Russo (2,9%)     |                               |                          |                            |                                           |
| 13. Catania Cardinale        | Santo Molino (27,3%)              | Benito Paolone (62,1%)               | Bartolomeo Buscema (3,4%)   | Orazio D'Antoni (7,2%)        |                          |                            |                                           |
| 14. Catania - Misterbianco   | Antonio Bauso (32,7%)             | Antonino Strano (57,8%)              | Antonio Franco (2,6%)       | Salvatore La Causa (3,1%)     | Felice Di Pietro (2,2%)  | Vittorio Giordano (1,6%)   |                                           |
| 15. Caltagirone              | Michele Cappella (35,4%)          | Filippo Maria Drago (48,4%)          | Giovanni Balba (3,3%)       | Giuseppe Greco (9,7%)         | Luigi Crispino (3,2%)    |                            |                                           |
| 16. Augusta                  | Rino Piscitello (37,9%)           | Pippo Gianni (44,6%)                 | Francesco Ruggero (4,7%)    | Mario Battaglia (12,8%)       |                          |                            |                                           |
| 17. Siracusa                 | Alessandro Zappulla (34,1%)       | Stefania Prestigiacomo (48,8%)       | Antonio Di Rosa (3,9%)      | Riccardo Lo Monaco (10,9%)    | Rosario Terranova (2,3%) |                            |                                           |
| 18. Avola                    | Antonietta Rizza (29,4%)          | Nicola Bono (46,6%)                  | Sebastiano Tiralongo (3,3%) | Mariano Ferro (9,7%)          |                          |                            | Sebi Roccaro (Lista Sebi Roccaro) (11,0%) |
| 19. Modica                   | Antonio Borrometi (37,5%)         | Giuseppe Drago (54,7%)               | Michele Murè (3,4%)         | Domenico Pisana (4,4%)        |                          |                            |                                           |
| 20. Ragusa                   | Antonino Solarino (41,6%)         | Giovanni Mauro (50,9%)               | Giuseppe Attanasio (3,4%)   | Giuseppe Blundo (4,1%)        |                          |                            |                                           |
| 21. Vittoria                 | Giovanni Battista Caruano (39,2%) | Saverio La Grua (50,1%)              | Sebastiano Ventura (4,4%)   | Roberto Zelante (6,3%)        |                          |                            |                                           |

## Sardegna
| 1. Sassari              | Giovanni Meloni (40,3%)    | Carmelo Porcu (40,4%)          | Alberto Murgia (2,3%)   |                          | Maria Isabella Puggioni (2,1%) | Nicola Succu (2,8%)         | Salvatore Amadu (Lista Amadu) (12,1%) |
| 2. Alghero              | Francesco Carboni (45,7%)  | Ignazio Marinaro (43,5%)       | Nicolò Virdis (2,6%)    | Andrea Frulio (2,8%)     | Giovanna Salis (1,8%)          | Sabrina Costantino (3,6%)   |                                       |
| 3. Porto Torres         | Antonio Attili (44,7%)     | Giampaolo Nuvoli (45,2%)       | Franco Sanna (3,8%)     |                          | Antonello Orro (1,5%)          | Fernando Nocco (4,8%)       |                                       |
| 4. Olbia                | Antonio Saitta (42,0%)     | Paolo Cuccu (49,6%)            | Salvatore Canu (3,7%)   |                          |                                | Paolo Frasconi (4,7%)       |                                       |
| 5. Nuoro                | Antonello Soro (51,9%)     | Mario Lai (35,1%)              | Michele Pala (5,0%)     |                          | Giannantonio Piccirillo (1,3%) | Enzo Massaiu (6,7%)         |                                       |
| 6. Tortolì              | Antonio Loddo (49,1%)      | Adriano Corgiolu (36,2%)       | Sandro Cancedda (5,1%)  | Mario Piras (4,5%)       | Paolo D'Aquila (1,5%)          | Giulio Chironi (3,6%)       |                                       |
| 7. Macomer              | Salvatore Ladu (45,9%)     | Massimiliano De Seneen (38,7%) | Giovanni Morittu (4,3%) |                          | Verginia Cabitza (1,5%)        | Giovanni Masala (6,3%)      | Vincenzo Pisanu (Lista Amadu) (3,3%)  |
| 8. Oristano             | Emidio Casula (37,7%)      | Giovanni Marras (52,0%)        | Margherita Carta (3,3%) | Efisio Zedda (2,4%)      |                                | Martino Scanu (4,6%)        |                                       |
| 9. Iglesias             | Pietro Maurandi (45,4%)    | Pino Aleffi (42,3%)            | Anna Lisa Collu (3,4%)  | Vittorio Randazzo (5,3%) |                                | Paolo Onnis (3,6%)          |                                       |
| 10. Carbonia            | Antonangelo Casula (43,0%) | Antonio Mereu (43,6%)          | Demetrio Delfino (3,1%) | Bruno Randazzo (4,3%)    | Giorgio Cusino (2,1%)          | Francesco Puligheddu (5,9%) |                                       |
| 11. Cagliari - Assemini | Benedetto Ballero (40,2%)  | Michele Cossa (50,1%)          | Raffaele Bozzi (3,1%)   |                          | Battista Caddeo (2,7%)         | Gianfranco Sollai (3,9%)    |                                       |
| 12. Cagliari Centro     | Grazia De Matteis (40,4%)  | Gian Franco Anedda (50,7%)     | Anna Peretti (3,2%)     |                          | Vittorio Bona (3,1%)           | Alessandro Boccone (2,6%)   |                                       |
| 13. Serramanna          | Antonina Dedoni (44,4%)    | Francesco Onnis (46,2%)        | Bruno Orrù (2,7%)       | Mauro Pinna (2,5%)       |                                | Gianfranco Frongia (4,2%)   |                                       |
| 14. Quartu Sant'Elena   | Graziano Milia (40,7%)     | Salvatore Cicu (53,9%)         | Andrea Sodde (2,8%)     |                          |                                | Tonino Chironi (2,6%)       |                                       |

## Valle d'Aosta
| Aosta | Giulio Fiou (28,0%) | Gianloreto Angeli (21,9%) | Alberto Zucchi (6,1%) | Ivo Collé (35,0%) | Elio Riccarand (Lista Alternativa) (9,0%) |

## Elezioni suppletive

### 26 ottobre 2003
| Collegio         | Candidati             | Candidati             | Candidati                    |
| Collegio         | Intesa Democratica    | Casa delle Libertà    | Riformatori presidenzialisti |
| ---------------- | --------------------- | --------------------- | ---------------------------- |
| Trieste - Muggia | Ettore Rosato (65,0%) | Renzo Codarin (29,3%) | Christina Sponza (5,7%)      |

### 24-25 ottobre 2004
| Collegio | Candidati                | Candidati                 | Candidati              | Candidati           | Candidati              | Candidati                 | Candidati              | Candidati                                          | Candidati |
| Collegio | L'Ulivo                  | Casa delle Libertà        | Basta Tasse            | Liberal-democratici | Alternativa Sociale    | Destra Liberale           | No Euro                | Altri                                              |           |
| -------- | ------------------------ | ------------------------- | ---------------------- | ------------------- | ---------------------- | ------------------------- | ---------------------- | -------------------------------------------------- | --------- |
| Milano 3 | Roberto Zaccaria (51,4%) | Luciano Bresciani (43,5%) | Luciano Garatti (0,9%) | Anna Belardi (0,5%) | Franco Traversa (1,3%) | Gabriele Pagliuzzi (1,4%) | Flavio Ferrario (0,5%) | Tommaso Staiti di Cuddia (Nazionalpopolari) (0,4%) |           |

| Genova Nervi | Stefano Zara (54,7%) | Roberto Suriani (31,9%) | Sergio Castellaneta (8,6%) | Angelo Riccobaldi (1,5%) | Massimiliano Loda (0,6%) | Franca Brignola (Voce alla Gente) (2,7%) |

| Fidenza | Massimo Tedeschi (60,0%) | Luigi Villani (40,0%) |

| Scandicci | Antonello Giacomelli (83,2%) | Peppino Calderisi (16,8%) |

| Firenze - Pontassieve | Severino Galante (81,5%) | Simone Gnaga (18,5%) |

| Napoli - Ischia | Sergio D'Antoni (41,3%) | Amedeo Labboccetta (38,3%) | Luciano Venia (9,1%) | Gennaro Salvatore (3,0%) | Mario Isernia (1,4%) | Domenico Savio (PCIML) (6,9%) |

| Casarano | Lorenzo Ria (59,9%) | Vincenzo Barba (40,1%) |

### 26-27 giugno 2005
| Roma Don Bosco | Michele Meta (84,4%) | Pietro Tilia (15,6%) |

| Isola di Capo Rizzuto | Nicodemo Oliverio (68,2%) | Giuseppe Calzone (14,5%) | Saverio Zavettieri (14,9%) | Natale Giamo (2,4%) |